# Krone von Aragonien

Wappenschild der Krone von Aragonien

Unter dem Begriff Krone von Aragonien (spanisch Corona de Aragón, aragonesisch Corona d’Aragón, katalanisch Corona d’Aragó) werden Herrschaftsgebiete unterschiedlicher Verfasstheit zusammengefasst, die zwischen 1137 und 1516 bzw. 1714 in Personalunion von den Königen von Aragonien regiert wurden. Dazu gehörten die Königreiche Aragonien, Mallorca, Valencia, Sizilien, Sardinien, Korsika und Neapel, die Herzogtümer Athen und Neopatria, die Markgrafschaft Provence, das Fürstentum Katalonien (die Grafschaften Barcelona, Roussillon und Cerdanya) und die Herrschaft Montpellier.
Die Herrscher der Krone von Aragonien und von Spanien zählten und zählen in ihrer Titulatur eine große Anzahl von Herrschaftsgebieten auf. Diese Aufzählungen entsprachen bzw. entsprechen aber nur zum Teil den wirklichen Herrschaftsverhältnissen.
Von 1516 bis 1707 waren die einzelnen Herrschaftsgebiete der Krone von Aragonien Teile des Herrschaftsgebietes der Krone von Spanien. Dabei blieben die Staaten als solche und ein großer Teil ihrer Rechtstraditionen (Usatges) und Sonderrechte (Fueros) erhalten.

## Entwicklung der Herrschaftsgebiete der Krone von Aragonien

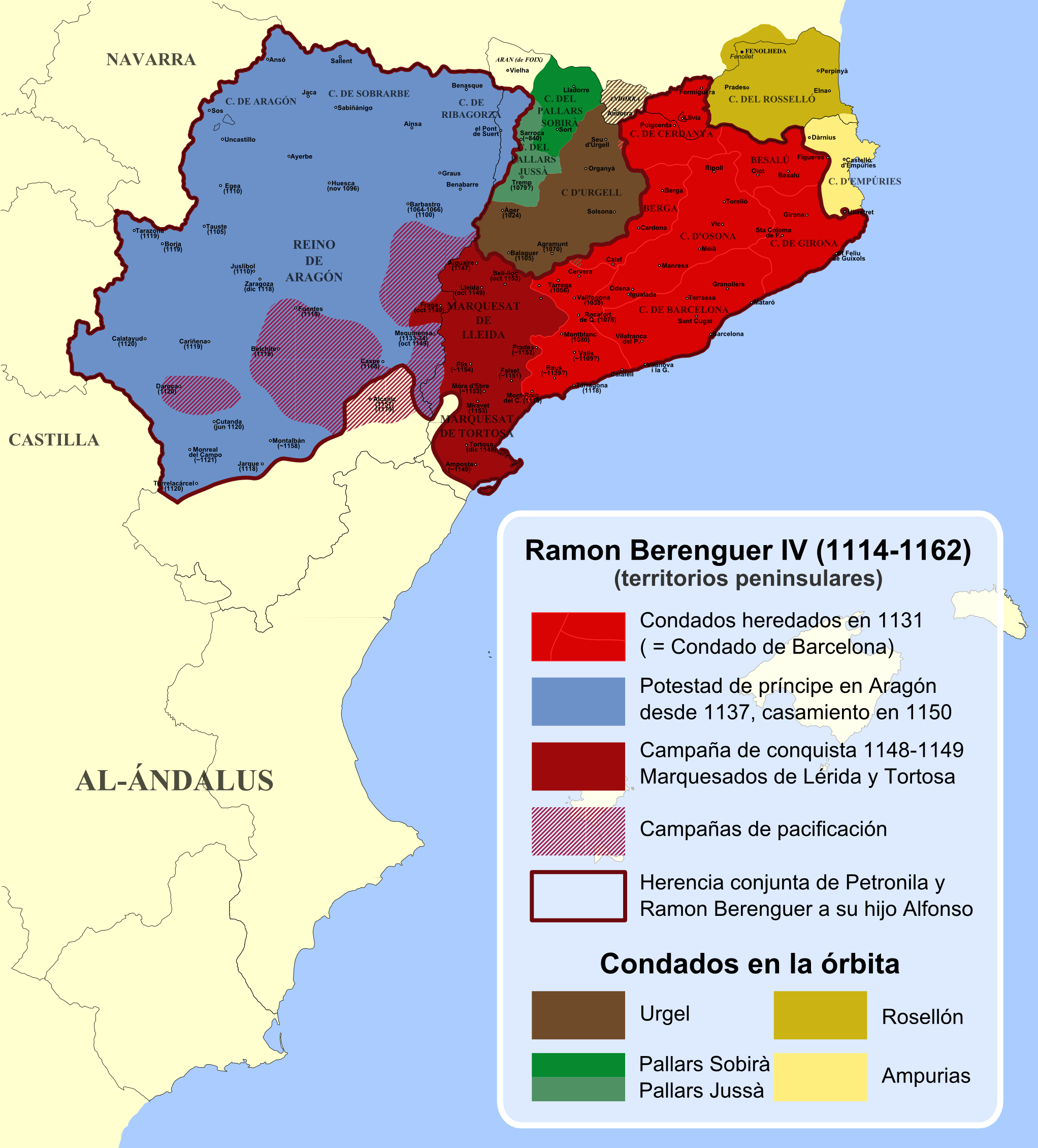
Herrschaftsgebiet zur Zeit Ramón Berenguers IV. Durch den Ehevertrag zwischen ihm, dem Grafen von Barcelona, und der Erbin des Königreiches Aragón, Petronella (1136–1173), entstand 1137 aus Aragón und den Ländern der Grafen von Barcelona eine bis 1516 bestehende, als Krone von Aragonien bezeichnete Staatengemeinschaft, die im Laufe des 12. Jahrhunderts zu einer der bedeutendsten Mächte am Mittelmeer aufstieg (siehe Karten unten). Im Süden: das Herrschaftsgebiet der Mauren (Al-Ándalus); Valencia wurde 1237 erobert und bildete bis 1707 ein Königreich unter der Krone von Aragonien

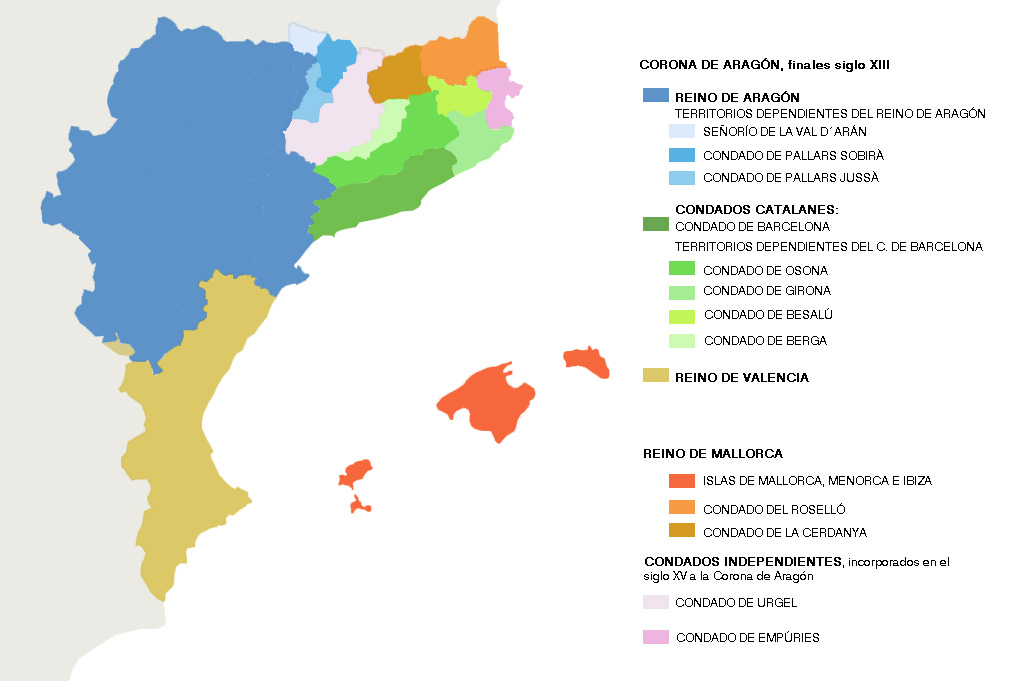
Die Krone von Aragonien, bestehend aus dem Königreich Aragón und den von diesem in Personalunion regierten Staaten im 13. Jahrhundert: a) das Königreich Aragón (dunkelblau) und hiervon abhängige Grafschaften und die Herrschaft Val d’Aran (in hellen Blautönen); b) katalanische Grafschaften: die Grafschaft Barcelona (dunkelgrün) mit den von ihr abhängigen Grafschaften (in hellen Grüntönen); c) Königreich Valencia (ockerfarben); d) Königreich Mallorca, bestehend aus den Balearen im Süden (rot) und den Grafschaften Roussillon (orange) und Cerdanya (hellbraun) im Norden; e) weitere Gebiete (pink und rosa). Italienische und griechische Besitzungen siehe Karte unten

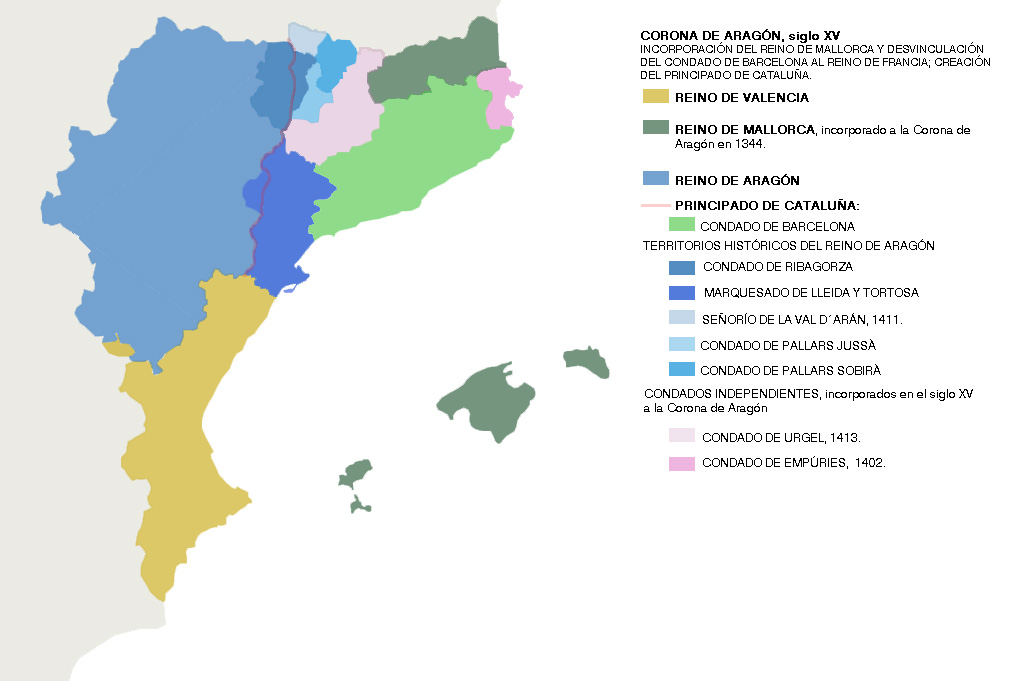
Krone von Aragonien im 15. Jahrhundert nach der Schaffung des Fürstentums Katalonien (östlich der roten Linie). Die italienischen Besitzungen Aragóns siehe auf folgender Karte

Unter der Krone von Aragonien vereinte Länder. Die Jahreszahlen beziehen sich auf den Erwerb der Gebiete oder deren Besitzdauer: Die französischen und griechischen Besitzungen gingen bald verloren (Beginn und Ende angegeben); in den anderen Fällen ist die Phase der Eroberung umrissen. Ohne Jahreszahl: die iberischen Kernlande, die bis zum endgültigen Aufgehen Aragoniens im spanischen Gesamtstaat im 18. Jahrhundert zur Krone von Aragonien gehörten

Wappenschild des Königreiches Aragón

König Alfons I. von Aragonien und Navarra starb im Jahr 1134 kinderlos. In seinem Testament hinterließ er seine Königreiche dem Templerorden, dem Johanniterorden und dem Ritterorden vom Heiligen Grab zu Jerusalem. Der Adel Aragoniens erkannte das Testament nicht an, da es das Gewohnheitsrecht des Landes außer Acht ließ, und forderte Ramiro, den jüngeren Bruder des verstorbenen Königs, auf, die Herrschaft zu übernehmen. Dieser Bruder war Benediktinermönch und gerade erst zum Bischof von Barbastro-Roda gewählt worden (allerdings noch nicht geweiht). Um drohende kriegerische Auseinandersetzungen um die Krone zu vermeiden, entschied sich Ramiro, die Herrschaft zu übernehmen und entgegen seinem Ordensgelübde Agnes von Aquitanien (spanisch Inés de Poitou) zu heiraten. Die etwa 30-jährige Braut war seit acht Jahren Witwe und hatte bereits drei Söhne.
Am 29. Juni 1136 wurde die Tochter Petronella geboren. Im Jahr 1137 schloss Ramiro mit Raimund Berengar IV., dem Grafen von Barcelona, einen Ehevertrag für seine Tochter ab. Die Braut war damals ein Jahr, der Bräutigam 24 Jahre alt. In dem Vertrag wurde festgelegt, dass Raimund Berengar die Regentschaft im Königreich Aragonien für Königin Petronella übernehmen solle. Der Regent führte den Titel Fürst von Aragonien und Graf von Barcelona. Der Adel Aragoniens war mit dieser Lösung einverstanden. König Ramiro kehrte zu seinem religiösen Leben zurück, behielt aber den Titel „König von Aragonien“. Er starb im Jahr 1157. Seine Ehefrau Agnes von Aquitanien zog sich in die Abtei Fontevraud in Frankreich zurück, wo sie im Jahr 1159 starb.
Das Reich der Königin Petronella bestand zur Zeit der Übernahme der Regentschaft durch Raimund Berengar (1137) aus den Grafschaften Aragonien, Sobrarbe und Ribagorza. Es hatte eine Fläche von 28.607 km². Das Herrschaftsgebiet des Grafen von Barcelona bestand aus den Grafschaften Barcelona, Girona, Osona, Besalú und Cerdanya. Diese Grafschaften hatten zusammen eine Fläche von 16.362 km². Die Herrschaftsgebiete hatten keine gemeinsamen Grenzen, sondern waren durch die Grafschaften Urgell und Pallars bzw. das Reich der Almoraviden voneinander getrennt. In den Herrschaftsgebieten wurden unterschiedliche Sprachen gesprochen. Es herrschte unterschiedliches Recht. Es gab keine gemeinsamen Institutionen.
Im August 1151 fand die Hochzeit zwischen der damals 15-jährigen Petronella und dem 38-jährigen Raimund Berengar IV. statt. 1157 wurde der Sohn Alfons geboren.
Nach dem Tod Raimund Berengars im Jahr 1162 übernahm ein Regentschaftsrat, dem auch Königin Petronella angehörte, die Regentschaft für den damals fünfjährigen Alfons. Ab der Regierungsübernahme durch Alfons II. im Jahr 1174 wurden das Königreich Aragonien und das Herrschaftsgebiet der Grafen von Barcelona in Personalunion unter dem Begriff „Krone von Aragonien“ regiert.
Im Laufe der Zeit änderte sich der Gebietsbestand der Krone von Aragonien einerseits durch die Angliederung von Landstrichen an bestehende Herrschaftsgebiete, andererseits durch Zugewinn neuer Staaten. Es gab aber auch Verluste durch Erbteilung und diplomatische oder militärische Misserfolge.
Am 14. Dezember 1319 legte Jakob II. in Tarragona fest, dass die Königreiche Aragonien und Valencia und die Grafschaft Barcelona für immer unter demselben Herrscher zusammenbleiben sollten.
Diese „Unteilbarkeit“ wurde von Alfons IV. nach seiner Krönung nochmals garantiert.

### Königreich Aragonien
deutsch Königreich Aragonien, spanisch Reino de Aragón, aragonesisch Reino d’Aragón, katalanisch Regne d’Aragó, baskisch Aragoiko Erresuma
Das Königreich Aragonien entwickelte sich aus einer Grafschaft der Spanischen Mark. Alfons I. von Aragonien, der auch König von Pamplona war, erweiterte das Gebiet des Königreiches nach Süden in das Gebiet der Almoraviden. Von besonderer Bedeutung war dabei die Einnahme von Saragossa.
Im Jahr 1137 bestand das Königreich aus den Grafschaften Aragonien, Sobrarbe und Ribagorza. Ramón Berenguer konnte das Gebiet des Königreiches nach Süden um Niederaragonien erweitern. Ob die neu eroberten Herrschaftsgebiete zum Königreich Aragonien bzw. zum Fürstentum Katalonien oder getrennt davon selbständig waren, war gelegentlich nicht eindeutig. Die Grenzen, die das Königreich mit den Herrschaftsgebieten der Grafen von Barcelona (also Katalonien) hatte, wurden in den verschiedenen Testamenten Jakobs I. bei jeder Geburt oder dem Tod eines Sohnes neu festgelegt. Sie blieben nach seinem Tod im Jahr 1276 weitgehend konstant. Die Zuordnung zum Königreich Aragonien oder zum Fürstentum Katalonien war von Bedeutung in Bezug auf die Frage, welches Rechtssystem gültig war oder in welchen Cortes die örtlichen Stände vertreten waren. Wobei die Rechtssysteme nicht unbedingt deckungsgleich mit den Herrschaftsgebieten waren, z. B. hatte die Grafschaft Ribagorza ein eigenes Rechtssystem, das weder mit dem Rechtssystem Kataloniens noch mit dem Aragoniens übereinstimmte.

#### Grafschaft Aragonien
deutsch Grafschaft Aragonien, spanisch Condado de Aragón, katalanisch Comtat d’Aragó, aragonesisch Condato d’Aragón, baskisch Aragoiko konderria
Die Grafschaft Aragonien entwickelte sich aus der Grafschaft Jaca, die Teil der Spanischen Mark war. Das Gebiet gehörte lange Zeit zum Königreich Navarra. Nach einer Erbteilung errichtete Ramiro I. im Jahr 1035 das unabhängige Königreich Aragonien.

#### Grafschaft Ribagorza

Fürstentum Katalonien

spanisch Condado de Ribagorza, aragonesisch Condato de Ribagorza, katalanisch Comtat de Ribagorça, baskisch Ribagortzako konderria
Seit der Herrschaft des Königs Ramiro I. von Aragonien war Ribagorza fester Bestandteil des Königreiches Aragonien. Der Titel Graf von Ribagorza wurde nicht getrennt geführt. Erst bei der Aufteilung seines Erbes durch Jakob II. von Aragonien erhielt der jüngere Sohn Peter 1322 den Titel eines Grafen von Ribagorza. Dabei blieb die Grafschaft unter der Oberherrschaft der Könige von Aragonien. Nach dem Tod von Peters Enkel, Alfonso de Aragón y Eiximenis, fiel der Titel im Jahr 1425 an den späteren König Johann II. von Aragonien. Johann verlieh den Titel eines Grafen von Ribagorza an seinen Sohn Ferdinand. Der legte den Titel nach seiner Krönung zum König von Sizilien ab, sodass der Titel neu an Ferdinands Halbbruder Alfons von Aragonien und Escobar vergeben werden konnte. Der vererbte die Grafschaft an seinen außerehelich geborenen Sohn Johann II. von Ribagorza.

### Fürstentum Katalonien
deutsch Fürstentum Katalonien, spanisch Principado de Cataluña, katalanisch Principat de Catalunya, aragonesisch Prencipato de Catalunya, französisch Principauté de Catalogne
Die Bezeichnung „Catalunya“ bzw. lateinisch „Cathalonia“ erschien im Testament des Königs Alfons II. von Aragonien als Begriff, der die Randgebiete des Herrschaftsgebietes der Grafen von Barcelona bezeichnete. Erst später weitete sich die Bedeutung auf das heute damit bezeichnete Gebiet aus. Das Herrschaftsgebiet des Grafen von Barcelona bestand im Jahr 1137 aus den Grafschaften Barcelona, Girona, Osona, Besalú und Cerdanya.
Die Grafen von Barcelona behielten trotz erheblicher Erweiterungen ihres Herrschaftsgebietes den Titel „Graf von Barcelona“. Zeitweise wurden in offiziellen Verlautbarungen weitere Titel verwendet, die auf katalanische Herrschaftsgebiete hinwiesen. Der Titel Fürst von Katalonien wurde von Seiten der Könige von Aragonien bzw. der Grafen von Barcelona nicht verwendet. Im Gegensatz dazu verwendeten die Corts von Katalonien den Begriff „Principat“ (Fürstentum) für das Gebiet, aus dem ihre Mitglieder kamen. Auch auf Landkarten wurde bereits früh dieser Landstrich als Fürstentum Katalonien bezeichnet.

#### Grafschaften Barcelona, Osona und Girona
deutsch Grafschaft Barcelona, spanisch Condado de Barcelona, katalanisch Comtat de Barcelona, aragonesisch Condato de Barcelona
Die Grafschaft Barcelona war eine der Grafschaften, die die Franken in der Spanischen Mark errichteten. Wilfried I. herrschte am Ende des 9. Jahrhunderts über verschiedene Grafschaften der Spanischen Mark. Er war der letzte von fränkischen Königen eingesetzten Herrscher. Seine Erben teilten die verschiedenen Grafschaften im Verlauf der Zeit unterschiedlich auf. Die Grafschaften Barcelona, Osona und Girona blieben aber zusammen und bildeten den Kern Kataloniens.

#### Grafschaft Besalú
spanisch Condado de Besalú, katalanisch Comtat de Besalú
Die Grafschaft Besalú war Teil der Spanischen Mark. Sie gehörte am Ende des 9. Jahrhunderts zu den Herrschaftsgebieten des Grafen Wilfried I. Sie wurde ab dem Jahr 897 von einer Seitenlinie des Hauses Barcelona regiert. Nachdem Graf Bernard III. im Jahr 1111 kinderlos starb, erbte sein Schwiegervater, Raimund Berengar III. von Barcelona die Grafschaft. Sie blieb in der Folge mit der Grafschaft Barcelona vereinigt.

#### Markgrafschaft Tortosa
spanisch Marquesado de Tortosa, katalanisch Marquesat Tortosa
Tortosa wurde nach dem Zerfall des Kalifats von Córdoba ein selbständiges Taifa-Königreich. Zu Beginn des 12. Jahrhunderts gehörte die Gegend zum Reich der Almoraviden.
Papst Eugen III. hatte im März 1146 zu einem Zweiten Kreuzzug aufgerufen. Dabei rief er auch zum Kampf gegen die Mauren auf der Iberischen Halbinsel auf. Er stellte diesen Kampf dem Kampf um das Heilige Land gleich. Im Rahmen dieses Kreuzzuges eroberte Raimund Berengar IV. mit Hilfe genuesischer Kreuzritter im Jahr 1148 die Markgrafschaft Tortosa.
Tortosa war zunächst weder Teil des Königreiches Aragonien noch der Grafschaft Barcelona, sondern eine selbständige Markgrafschaft. Raimund Berengar IV. nahm den Titel Marqués de Tortosa an.

#### Markgrafschaft Lleida
spanisch Marquesado Lérida, katalanisch Marquesat Lleida
Das Gebiet um Lleida war lange Zeit selbständiges Taifa-Königreich, zeitweise unter der gleichen Regierung wie Saragossa. Die Könige von Aragonien, die Grafen von Urgell und die Grafen von Barcelona versuchten bereits im 11. Jahrhundert, das Gebiet zu erobern. Dabei brachten sie einzelne Städte in ihren Besitz. Papst Paschalis II. brachte Peter I. von dem Plan ab, an dem Kreuzzug von 1101 nach Jerusalem teilzunehmen. Es sei wichtiger, dass er in Spanien gegen die Mauren kämpfe und Lleida erobere. Peter I. starb 1104, nachdem er im Jahr 1102 die Belagerung von Saragossa erfolglos abbrechen musste. Lleida wurde 1149 von Raimund Berengar IV. in einer Kreuzzugsaktion erobert. Ähnlich wie bei Tortosa wurde das Gebiet um Lleida nicht in andere Herrschaftsgebiete einbezogen, sondern als eigene unabhängige Markgrafschaft in Personalunion von Raimund Berengar IV. regiert, der neben anderen Titeln auch den eines Marquès de Lleida führte. Mit der nach den unterschiedlichen Herrschaften getrennten Titulation war beabsichtigt darzustellen, dass weder Tortosa noch Lleida als Erweiterungen des Königreiches Aragonien oder der Grafschaft Barcelona anzusehen waren, sondern als getrennte Einheiten wie Barcelona und Aragonien gewertet wurden.
Im November 1255 bestimmte Jakob I., dass in der Markgrafschaft Lleida das gleiche Recht wie in Saragossa gelten sollte.
Nach den Grenzbereinigungen im Testament Jakobs gehörte die Markgrafschaft Lleida zum Fürstentum Katalonien. Das Fürstentum Katalonien erreichte dadurch etwa die Ausdehnung der heutigen Autonomen Gemeinschaft Katalonien.

#### Grafschaft Urgell
spanisch Condado de Urgel, katalanisch Comtat d’Urgell, aragonesisch Condato d’Urchel
Das ursprüngliche Gebiet der Grafschaft Urgell war im 9. Jahrhundert Teil der Spanischen Mark. Ab dem 9. Jahrhundert regierten die Grafen von Urgell als unabhängige Herrscher. Sie erweiterten die Grafschaft durch die Eroberungen von Landstrichen, die zuvor zum Herrschaftsbereich der Almoraviden gehörten.
Graf Ermengol VIII. von Urgell setzte in seinem Testament seine Tochter Aurembiaix als Erbin ein. Nach der damaligen Auffassung in Katalonien konnte das 13-jährige Mädchen die Grafschaft nicht erben. Daher versuchte Ponce de Cabrera, der mit einer Tante von Aurembiaix verheiratet war, Graf von Urgell zu werden. Um diesen Anspruch abzuwehren, rief die Mutter von Aurembiaix, Elvira de Subirats, König Peter II. von Aragonien zur Hilfe. Der bezeichnete Urgell als Teil seines Herrschaftsgebietes, das er als Lehen an Aurembiaix weitergab. Im Juli 1229 heiratete Aurembiaix den portugiesischen Infanten Peter von Portugal. Als Aurembiaix im September 1231 starb, tauschte ihr Witwer seine Ansprüche auf die Grafschaft Urgell gegen eine Herrschaft über Mallorca ein. Jakob I. führte seitdem die Titel König von Aragonien und Mallorca, Graf von Barcelona und Urgell, Herr von Montpellier.
Im Vertrag von Tárrega setzte Jakob I. im Jahr 1236 Ponce de Cabrera als neuen Grafen von Urgell ein. Die Herrschaft vererbte sich in der Familie bis 1314. Im Jahr 1314 heiratete Teresa d’Entença, die Erbin der Grafschaft Urgell, den späteren König von Aragonien Alfons IV. Nach dem Tod Teresas regierte Alfons die Grafschaft als separates Herrschaftsgebiet zu seinen anderen Herrschaftsgebieten in Personalunion. Bei Alfons’ Tod erbte sein zweitgeborener Sohn Jakob I. von Urgell (Jaime I de Urgell) die Grafschaft. Im Jahr 1413 wollte Jakob II. von Urgell den Schiedsspruch von Caspe nicht anerkennen, der Ferdinand I. zum Herrscher über die Reiche der Krone von Aragonien erklärte. Ein von ihm angeführter bewaffneter Aufstand scheiterte. Jakob wurde gefangen genommen und sein Besitz zu Gunsten der Krone von Aragonien eingezogen. Die Grafschaft Urgell wurde Teil des Fürstentums Katalonien.

#### Grafschaft Empúries
spanisch Condado de Ampurias, katalanisch Comtat d’Empúries,
französisch Comté d’Empúries
Die Grafschaft Empúries war im 8. Jahrhundert Teil der Spanischen Mark. Im 10. Jahrhundert wurde die Grafschaft zeitweise mit der Grafschaft Roussillon vereinigt. Vom 11. bis zu Beginn des 14. Jahrhunderts war Empúries eine unabhängige Grafschaft mit einer Gesamtfläche von etwa 1199 km². Diese wurde 1325 durch Gebietstausch Teil der Krone von Aragonien.
Die Grafschaft wurde unter der Oberherrschaft der Könige von Aragonien zeitweise von verschiedenen Seitenlinien des Herrscherhauses der Krone von Aragonien regiert.
Einige Teile der Grafschaft wurden bei der Schaffung des Herzogtums Girona abgetrennt.
Die Grafschaft Empúries gehörte zum Fürstentum Katalonien.

#### Grafschaften Pallars Jussá und Pallars Sobirà
spanisch Pallars Jussá, katalanisch  Pallars Jussà, aragonesisch  Pallars Chusán, baskisch Pallars Jussà
spanisch Pallars Sobirá, katalanisch  Pallars Sobirà, aragonesisch Pallars Sobirán, baskisch Pallars Sobirà
Seit Ende des 9. Jahrhunderts bestand eine selbständige Grafschaft Pallars. Zu Beginn des 11. Jahrhunderts wurde die Grafschaft geteilt in die Grafschaft Pallars Jussà und die Grafschaft Pallars Sobirà.
Die Grafen von Pallars Jussà waren im 12. Jahrhundert Vasallen der Könige von Aragonien. Die letzte Erbin der Grafschaft gab die Herrschaft im Jahr 1190 an Alfons II. ab. Die Grafschaft wurde Teil des Fürstentums Katalonien.
Spätestens seit dem Jahr 1083 waren die Grafen von Pallars Sobirà Vasallen der Könige von Aragonien.

#### Grafschaft Roussillon
deutsch Grafschaft Roussillon, spanisch Condado de Rosellón, katalanisch Comtat del Rosselló, französisch Comté de Roussillon, okzitanisch Comtat de Rosselhon
Roussillon war im 9. Jahrhundert eine der Grafschaften der Spanischen Mark. Daraus entwickelte sich eine Grafschaft, die von den Nachfahren des Bello von Carcassonne regiert wurde. Girard II., der letzte Graf von Roussillon aus der Familie des Belló von Carcassonne, starb im Jahr 1172 kinderlos. Er vermachte die Grafschaft König Alfons II. von Aragonien. Direkt nach dem Tod von Girard II. begab sich Alfons nach Perpignan, um den Treueschwur der Bevölkerung entgegenzunehmen. Alfons gab die Grafschaft im Jahr 1209 seinem Bruder Sancho zum Lehen. Der vererbte sie an seinen Sohn Nuño Sanchez. Bei dessen Tod 1242 fiel das Lehen an die Krone von Aragonien zurück.
Nach dem Tod des Infanten Fernando änderte Jakob I. von Aragonien 1258 sein Testament dahin, dass der Infant Jakob das Königreich Mallorca zusammen mit der Herrschaft über Montpellier und die Grafschaften Roussillon, Cotlliure, Conflent, Vallespir und Cerdanya erhalten sollte. Die Bestimmungen des Testaments wurden beim Tod Jakobs I. am 27. Juli 1276 in Kraft gesetzt.
Peter IV. bestimmte, dass das Königreich Mallorca mit den angrenzenden Inseln und die Länder Roussillon und Cerdanya „in keiner Art und Weise und niemals, zu keinem Zeitpunkt“ (por ninguna manera, ni jamás por ningún tiempo) von dem Königreich Aragonien und Valencia sowie der Grafschaft Barcelona getrennt werden dürften.
Im Jahr 1463, während der Regierung von Ludwig XI., eroberte Frankreich die Grafschaft Roussillon. Im Vertrag von Barcelona vom 19. September 1493 konnte Ferdinand II. die Rückgabe an die Krone von Aragonien vereinbaren.
Im Pyrenäenfrieden, der am 7. November 1659 zwischen Ludwig XIV. von Frankreich und Philipp IV. von Spanien geschlossen wurde, trat Spanien das Roussillon mit der Hauptstadt Perpignan und die nördlich der Pyrenäen liegenden Teile der Grafschaft Cerdanya an Frankreich ab.
Die Grafschaft Roussillon war von 1242 an direktes Herrschaftsgebiet der Krone von Aragonien. Sie stand zeitweise unter der Regierung der Könige von Mallorca. Die Grafschaft Roussillon gehörte zeitweise und ab 1659 dauerhaft zu Frankreich.

#### Grafschaft Cerdanya
spanisch Condado Cerdaña, katalanisch Comtat Cerdanya, aragonesisch  Cerdanya , französisch Comté Cerdagne, okzitanisch Comtat de Cerdanha
Im Jahr 1117 erbte Raimund Berengar III., der Vater von Raimund Berengar IV., die Grafschaft Cerdanya, zu der auch die Grafschaft Berga und die Grafschaft Conflent gehörten. Beim Tod von Raimund Berengar IV. im Jahr 1162 gingen die Grafschaften Roussillon und Cerdanya an eine Seitenlinie des Hauses Barcelona. Nach dem Aussterben dieser Seitenlinie fiel die Herrschaft unter Jakob I. im Jahr 1241 an die Krone von Aragonien zurück.
Durch sein Testament teilte Jakob I. die Herrschaftsgebiete der Krone von Aragonien unter seine Söhne auf. Dabei gingen die Länder der Krone von Mallorca – das Königreich Mallorca, die Grafschaften Roussillon und Cerdanya sowie die Herrschaft von Montpellier – im Jahr 1276 an den jüngeren Sohn Jakob. In der folgenden Zeit wurden die Länder der Krone Mallorcas durch die von Jakob II. von Mallorca (1243–1311) gegründete Seitenlinie des Hauses Barcelona regiert.
Am 29. Juni 1343 marschierte Peter IV. in den Grafschaften Roussillon und Cerdanya ein. Die Grafschaften Roussillon, Conflent und Cerdanya unterstanden wieder direkt der Krone von Aragonien.
Im Jahr 1462 wurde der Vertrag von Bayona zwischen Ludwig XI. von Frankreich und Johann II. von Aragonien geschlossen. In diesem Vertrag verpfändete Johann II. die Grafschaften Roussillon und Cerdanya gegen die Lieferung von Waffen, Geld und einen Militäreinsatz an den König von Frankreich.
Ludwig XI. von Frankreich nahm Johann II. von Aragonien im Jahr 1463 durch einen Einmarsch die Grafschaft Roussillon ab. Im Vertrag von Barcelona vom 19. Januar 1463 wurde zwischen Ferdinand II. und Ludwig XI. die Rückgabe der Grafschaften Roussillon und Cerdanya an die Krone von Aragonien vereinbart. Im Pyrenäenvertrag wurde im Jahr 1659 endgültig die Übergabe der nördlich der Pyrenäen liegenden Teile auch der Grafschaft Cerdanya an Frankreich vereinbart.

#### Herzogtum / Fürstentum Girona
spanisch  Ducado / Principado Gerona, katalanisch  Ducat / Principat Girona
Das Herzogtum Girona wurde im Jahr 1351 durch König Peter IV. von Aragonien geschaffen. Er fasste dazu die zum Kernbestand der Herrschaft der Grafen von Barcelona gehörenden Grafschaften Girona, Besalú, Empúries und Osona zu einem Herrschaftsgebiet zusammen.
Das Herzogtum sollte in der Zukunft unter der Herrschaft des jeweiligen Thronerben stehen und bei seinem Tod oder der Übernahme der Krone von Aragonien durch den Titelinhaber an die Krone zurückfallen, um neu vergeben zu werden. Bei der Belehnung des späteren Alfons V. durch seinen Vater Ferdinand I. wurde das Herzogtum zum Fürstentum aufgewertet.

### Königreich Valencia

Königreich Mallorca

deutsch Königreich Valencia, spanisch Reino de Valencia, katalanisch Regne de València, aragonesisch Reino de Valencia

Königreich Valencia

Beim Zerfall des Kalifates von Córdoba bildeten sich in der Gegend um Valencia zu Beginn des 11. Jahrhunderts die Taifa-Königreiche Alpuente, Valencia, Játiva und Denia. 1095 eroberte Rodrigo Díaz de Vivar (El Cid) die Stadt Valencia. Nach seinem Tod im Jahr 1099 konnte seine Frau Jimena Díaz die Stadt noch drei Jahre halten, bis sie von den Almoraviden zurückerobert wurde.
Alfons I. versuchte im Jahr 1129 erneut, Valencia zu erobern. Sein Heer wurde aber in der Schlacht von Cullera geschlagen. Mit der Eroberung von Tortosa (1148) und Lleida (1149) dehnte sich das von den Königen von Aragonien beherrschte Gebiet immer weiter in Richtung Valencia aus.
Im Jahr 1229 erkannte Abū Zayd die Oberherrschaft von Jakob I. über Valencia an.
Auf dem von Jakob I. im Oktober 1236 einberufenen Cortes von Aragonien und Katalonien in Monzón wurde unter anderem beschlossen, einen Kreuzzug gegen das muslimische Königreich Valencia zu führen.
Nachdem der letzte maurische König von Valencia, Zayyan ibn Mardanish, in der Schlacht von Puig von Jakob I. geschlagen wurde, ergab sich Valencia im Jahr 1238.
Jakob I. hatte allen Teilnehmern an dem Kreuzzug, Rittern wie Infanteristen, versprochen, sie nach der Eroberung von Valencia mit Gebäuden und Ländereien zu entschädigen, wenn sie sich in Valencia ansiedelten. Auf diese Art wurden 800 neue Siedler im Königreich angeworben. Darüber hinaus kam eine große Anzahl von christlichen Siedlern, die nicht an den Kämpfen teilgenommen hatten, ins Land. Die Zahl der neuen Siedler stellte etwa 10 % der Gesamtbevölkerung Valencias von etwa 200 000 Einwohnern dar.
Im April oder Mai des Jahres 1239 rief Jakob die Bischöfe und Adeligen des Gebietes zusammen, um die Furs de València in einer ersten Fassung zu erlassen und damit das Königreich Valencia zu gründen. Die Fueros de Valencia (katalanisch Furs de València) waren eine Sammlung von Vorschriften, die sowohl das bürgerliche als auch das Strafrecht betrafen. Von besonderer Bedeutung waren allerdings die öffentlich-rechtlichen und verfassungsrechtlichen Bestimmungen, die von denen des Königreiches Aragonien und der Grafschaft Barcelona abwichen. Bei der ersten Versammlung der Cortes von Valencia im Jahr 1261 wurde dann eine neue Fassung vorgelegt.
Das Königreich Valencia war ab der Mitte des 13. Jahrhunderts untrennbarer Bestandteil der Krone von Aragonien.

### Königreich Mallorca
Die Balearen waren zu Beginn des 10. Jahrhunderts von Truppen des Emirates von Córdoba erobert worden. Zu Beginn des 12. Jahrhunderts griff die Flotte Pisas Mallorca verschiedentlich an, um hier Handelsstützpunkte zu schaffen.
Ein Angriff der Genuesen richtete sich im Jahr 1146 gegen Menorca.
Jakob I. von Aragonien rief im Dezember 1228 die Cortes von Katalonien in Barcelona und kurz darauf die Cortes von Aragonien in Lleida zusammen, um für einen Angriff auf Mallorca zu werben und die benötigten Mittel bewilligt zu bekommen. Die Cortes von Aragonien stimmten nur widerwillig zu; sie hätten einen Feldzug gegen Valencia vorgezogen.
Im September 1229 erreichte eine Flotte, die aus Schiffen verschiedener Städte der Krone von Aragonien bestand, die Balearen. Am 31. Dezember 1229 konnten Jakobs Truppen die Stadt Palma einnehmen. Im März 1230 war der letzte Widerstand auch auf dem Land gebrochen. Jakob I. gewährte den Teilnehmern der Eroberung verschiedene Rechte, unter anderen die Steuerfreiheit auf der Insel. Auch die Insel Menorca unterwarf sich Mitte des Jahres 1231 Jakobs Herrschaft. Die Einbeziehung Menorcas in die Krone von Aragonien fand zu diesem Zeitpunkt aber nicht praktisch statt. Mit den maurischen Einwohnern wurde ein Abkommen geschlossen, in dem festgelegt wurde, dass weder Christen noch Juden auf der Insel wohnen durften.
Eine tatsächliche Einbeziehung dieser Insel fand erst nach der Besetzung im Jahr 1287 statt.
Im September 1231 gab Jakob I. die Balearen als Lehen an Peter von Portugal, mit der Auflage, die Inseln Ibiza und Formentera innerhalb der nächsten zwei Jahre zu erobern. Die Belehnung geschah im Tausch mit den Herrschaftsrechten an der Grafschaft Urgell, die Peter von seiner Frau Aurembiaix geerbt hatte.
Peter von Portugal eroberte Ibiza und Formentera bis 1235, tauschte aber seine Rechte auf den Balearen gegen Besitzungen im Königreich Valencia.
Beim Tod des Königs Jakob I. von Aragon im Jahr 1276 erbte sein jüngerer Sohn Jakob das Königreich Mallorca und die auf dem Festland, heute teilweise in Frankreich liegenden Grafschaften Rousillon und Cerdanya sowie die Herrschaft über Montpellier und einige kleinere Herrschaften. In einem Vertrag von 1279 wurde festgelegt, dass das Königreich von Mallorca mit seinen Besitzungen außer Montpellier abhängig ist von der Krone von Aragonien, dass der König von Mallorca zwar auf den Balearen, nicht aber auf dem Festland eigene Münzen prägen und in Umlauf bringen dürfe. Er war außerdem verpflichtet, an den Sitzungen der Cortes von Katalonien als Lehnsmann teilzunehmen.
Peter IV. wollte 1341 die Regierung Mallorcas durch die Seitenlinie des Hauses Barcelona beenden. Er ließ Jakob III. wegen verschiedener Überschreitungen seiner Rechte vor den Cortes von Barcelona anklagen. Im Mai 1343 belagerte er Palma de Mallorca. Am 1. Juni 1343 verkündete er nach einem Hochamt in der Kathedrale von Palma de Mallorca seine neue Titelfolge: König von Aragonien, von Valencia, von Mallorca, der Cerdanya und Korsika, Graf von Barcelona. Ab dem 4. Juni wurde die Bevölkerung auf ihn vereidigt. Die Vertreter der anderen Inseln wurden aufgefordert, nach Palma zu kommen, um dort auch vereidigt zu werden.
Peter IV. ordnete an, dass das Königreich Mallorca mit den dazugehörenden Inseln, sowie die Länder Rousillon und Cerdanya niemals mehr vom Königreich Aragonien, vom Königreich Valencia und der Grafschaft Barcelona getrennt werden dürften.
Das Königreich Mallorca war vom Jahr 1231 bis zur Auflösung der Staatenverbindung Bestandteil der Krone von Aragonien. In den Jahren 1276 bis 1343 wurde das Königreich Mallorca von einer Seitenlinie des Hauses Barcelona regiert. Ob dies unter der Oberherrschaft der Krone von Aragonien geschah, war umstritten.

Königreich Sizilien

Königreich Sizilien im Jahr 1154

### Königreich Sizilien
deutsch Königreich Sizilien, spanisch Reino de Sicilia, katalanisch Regne de Sicília, aragonesisch Reino de Secilia, italienisch Regno di Sicilia, französisch Royaume de Sicile
Seit der Gründung des Königreiches Sizilien durch Roger II. im Jahr 1130 bestand das Königreich Sizilien aus der Insel Sizilien und dem Fürstentum Tarent, dem Herzogtum Apulien und der Grafschaft Kalabrien auf der Italienischen Halbinsel. Es blieb selbständiges Königreich auch nach der Eroberung durch Kaiser Heinrich IV. Es wurde nicht Teil des Heiligen Römischen Reiches, sondern galt als getrennter Besitz des Kaisers.
Die Beziehungen zwischen Sizilien und der Krone von Aragonien begannen 1262 mit der Heirat von Konstanze von Sizilien und dem damaligen Kronprinzen, dem späteren König Peter III. von Aragonien. Konstanze war die Tochter Manfreds, des Sohnes von Kaiser Friedrich II. Manfred ließ sich im August 1258 zum König von Sizilien krönen. Weil Manfred den Papst nicht als seinen Lehnsherrn anerkennen wollte, wurde er 1259 mit dem Bann, sein Königreich mit dem Interdikt belegt. Am 28. August 1265 belehnte Papst Clemens IV. Karl von Anjou, den Bruder des Königs von Frankreich, Ludwig IX., mit dem Königreich Sizilien. In der Schlacht bei Benevent am 26. Februar 1266 konnte die Armee Karls die Armee Manfreds schlagen. Manfred selbst wurde in der Schlacht getötet. Karl konnte den Rest Siziliens ohne großen Widerstand erobern.
Am 30. März 1282 begann in Palermo ein Volksaufstand, der unter dem Namen Sizilianische Vesper bekannt wurde. Bei diesem Aufstand, der sich gegen die französische Herrschaft richtete, wurden in Palermo am ersten Tag etwa 2000 Franzosen, Männer, Frauen und Kinder, in ihren Häusern und Kasernen umgebracht. Die Stadt Messina schloss sich am 28. April den Aufständischen an. Karl beorderte Truppen von Apulien nach Reggio und bat seinen Neffen Philipp III., den König von Frankreich, um Hilfe.
Vertreter der Stadt Palermo forderten König Peter III. von Aragonien auf, als Ehemann von Konstanze von Sizilien die Regierung im Königreich Sizilien zu übernehmen. Am 30. August 1282 landete Peter III. in Trapani. Er ging nach Palermo, ließ sich dort zum König krönen und nahm den Titel König von Sizilien an. Die Eroberung der Insel gelang recht schnell, da Peters Truppen von der Bevölkerung unterstützt wurden. Am 2. Oktober 1282 erreichte Peter III. Messina.
Am 13. Januar 1283 wurde Peter III. von Papst Martin IV. exkommuniziert mit der Begründung, er habe ein Lehen des Heiligen Stuhls unrechtmäßig besetzt. Im März 1283 entzog der Papst König Peter III. von Aragonien auch die Herrschaft über die Länder der Krone von Aragonien und vergab sie an Karl von Valois, den damals 13-jährigen vierten Sohn des französischen Königs Philipp III. Darüber hinaus rief Papst Martin IV. zu einem heiligen Krieg gegen die Krone von Aragonien auf. Dieser Krieg wird heute als Aragonesischer Kreuzzug bezeichnet.
Dieser Kreuzzug wurde in erster Linie von französischen Truppen unter dem Befehl von Philipp III. geführt. Jakob II. von Mallorca war Graf von Roussillon und Cerdanya, also von Grafschaften, die die französischen Truppen auf ihrem Weg nach Aragonien/Katalonien durchqueren mussten. Er gestattete den Kreuzzugstruppen den Durchmarsch und nahm selbst mit eigenen Truppen am Kampf gegen seinen Bruder teil. Im Juni 1285 wurde die Grenze überschritten und am 5. September marschierten die franko-mallorquinischen Truppen in Girona ein. Während der Belagerung von Girona traten im französischen Lager erste Fälle einer sich schnell ausbreitenden Epidemie auf (es wird Ruhr vermutet), die auch Philipp III. erfasste. Nachdem bekannt wurde, dass die französische Flotte im Kampf gegen die Flotte der Krone von Aragonien unter Ruggiero di Lauria eine Niederlage erlitten hatte, zogen sich die Kreuzfahrer aus Katalonien zurück. Philipp III. starb am 5. Oktober 1285 in Perpignan. Sein Tod bedeutete das Scheitern des Kreuzzuges. Peter III. starb am 10. November 1285.
Im Juli 1286 wurde zwischen dem Königreich Frankreich und der Krone von Aragonien ein Friedensvertrag abgeschlossen, der den Kreuzzug offiziell beendete. Damit waren allerdings die Probleme in Sizilien/Neapel nicht gelöst.
Beim Tod von Peter III. ging die Herrschaft über die Länder der Krone von Aragonien auf Alfons III. über. Sein Bruder Jakob II. krönte sich zum König von Sizilien, Herzog von Apulien und Fürsten von Capua. Als Alfons III. im Februar 1291 starb, verlangte Jakob II. die Herrschaft über die bisherigen Länder der Krone von Aragonien, aber auch über Sizilien. Er setzte seinen jüngeren Bruder Friedrich auf Sizilien als seinen Stellvertreter ein.
Im Vertrag von Anagni sollten die Verhältnisse zwischen dem Heiligen Stuhl (Bonifatius VIII.), dem Königreich Frankreich (Philipp IV.), der Krone von Aragonien (Jakob II.) und dem Königreich Sizilien (Karl II. von Anjou) geklärt werden. Dazu fand ein Treffen in der Papstresidenz in Anagni statt. In dem Vertrag, den die Beteiligten im Juni 1295 unterschrieben, einigten sich die Vertragspartner u. a. darauf:
- Das Königreich Sizilien fällt an den Heiligen Stuhl zurück und kann neu als Lehen vergeben werden.
- Jakob II. hilft Karl II., Sizilien zurückzuerobern.
- Jakob II. erhält die Königreiche Korsika und Sardinien vom Papst zum Lehen.
- Die Exkommunikation von Jakob II. wird aufgehoben.
- Jakob II. von Aragonien heiratet Blanca von Anjou, die Tochter Karls.[49]

Die Reaktion in Sizilien bestand darin, dass der Bruder von Jakob II., der eigentlich als dessen Stellvertreter auf Sizilien regierte, sich selbst im Jahr 1296 in Palermo als Friedrich II. zum König von Sizilien krönte. Diese Herrschaftsübernahme wurde durch die Parteien des Vertrages von Anagni nicht anerkannt. Die Versuche, Friedrich II. von Sizilien zu vertreiben, blieben aber erfolglos. Im Vertrag von Caltabellotta wurde das alte Königreich Sizilien in den von Karl II. von Anjou regierten Festlandteil (heute als Königreich Neapel bezeichnet) und die unter der Herrschaft von Friedrich II. stehende Insel (auch Trinakria genannt) aufgeteilt. In der Folge regierte die von Friedrich gegründete Nebenlinie des Hauses Barcelona über die Insel Sizilien.
Erbin des Königs Friedrich III. von Sizilien war 1377 seine 15-jährige Tochter Maria von Sizilien. Die Regierungsgeschäfte übernahm eine Gruppe von Mitgliedern des sizilianischen Adels. 1392 ließ Martin, der Bruder des Königs Johann I. von Aragonien, Maria nach Barcelona bringen, um sie mit dem 14 Jahre jüngeren Martin (genannt der Jüngere) zu verheiraten. Dieser wurde dadurch offiziell zum Mitregenten. Martin (genannt der Ältere), der Vater von Martin dem Jüngeren, zog 1392 mit seiner Schwiegertochter und seinem Sohn nach Sizilien, um dort als Stellvertreter (Vicarius) praktisch die Regierung zu übernehmen. Er gab seine Stellung auch nicht auf, als er 1396 nach Aragonien zurückkehrte, um seinem Bruder als König von Aragonien nachzufolgen. Das Königreich Sizilien war ab 1396 also praktisch wieder mit der Krone von Aragonien verbunden. Maria starb 1401. Martin regierte als König von Sizilien unter dem starken Einfluss seines Vaters weiter. Er heiratete 1402 Blanka von Navarra. Die Ehe blieb kinderlos. Nach dem Tod des Königs Martin I. von Sizilien im Jahr 1409 übernahm sein Vater Martin I. von Aragonien als Martin II. von Sizilien auch offiziell die Herrschaft wieder in Personalunion mit der Krone von Aragonien.
Kurz bevor der aragonesische Thronfolger Ferdinand die kastilische Thronfolgerin Isabella heiratete, ernannte ihn sein Vater Johann II. zum König von Sizilien. Ferdinand wurde am 19. Juni 1468 in der Kathedrale von Saragossa zum König von Sizilien gekrönt. Damit wurde formal das Königreich Sizilien von der Krone von Aragonien getrennt. Da allerdings gleichzeitig Ferdinands Berufung zum „lugarteniente“ (Stellvertreter des Königs) bestätigt wurde, lag praktisch in der Zeit von 1468 bis zum Tod des Königs Johann II. keine wirkliche Trennung vor.
Das Königreich Sizilien blieb bis zum Frieden von Utrecht 1713 mit der Krone von Aragonien bzw. mit der Krone Spaniens verbunden.

Wappen des Königs Ferdinand I. von Neapel

Italien im Jahr 1494

### Königreich Neapel

Königreich Sardinien

deutsch Königreich Neapel, spanisch Reino de Nápoles, katalanisch Regne de Nàpols, aragonesisch Reino de Nápols, baskisch  Napoliko Erresuma, italienisch Regno di Napoli, französisch Royaume de Naples
Traditionell bestand das Königreich Sizilien aus der Insel Sizilien, dem jenseitigen Königreich Sizilien („Regno di Sicilia ulteriore“) und dem auf der Halbinsel liegenden Teil, dem diesseitigen Königreich Sizilien („Regno di Sicilia citeriore“). Nach den Auseinandersetzungen zwischen dem Haus Anjou und der Krone von Aragonien im 13. Jahrhundert standen die Teile zu Beginn des 14. Jahrhunderts unter verschiedenen Herrschaften. Dem trug der Vertrag von Caltabellotta Rechnung. Der Vertrag teilte das alte Königreich Sizilien in Insel- und Festlandteil auf. Die Insel, das Königreich von Trinakria ging an Friedrich II. von Sizilien, der Festlandteil, das Mezzogiorno an Karl II. Der Vertrag legalisierte die tatsächlichen Besitzverhältnisse. Das Königreich Neapel umfasste zu der Zeit etwa die heutigen Regionen Abruzzen, Molise, Kampanien, Apulien, Basilikata und Kalabrien.
Während auf der Insel bis 1381 die von Friedrich II. von Sizilien begründete Seitenlinie des Hauses Barcelona / Aragonien regierte, wurde der Teil auf dem Festland, das Königreich Neapel, erst von Herrschern aus dem Haus Anjou dann aus dem Haus Anjou-Durazzo und dann bis 1442 von König René aus dem Haus Anjou-Valois wenigstens formal regiert. René überließ sein Königreich 1442 König Alfons V. von Aragonien, der als Herrscher der Krone von Aragonien auch Herrscher über das Inselkönigreich Sizilien war. Tatsächlich führte Maria von Kastilien, die Ehefrau des Königs Alfons V., die Regierungsgeschäfte der Krone von Aragonien während seiner Abwesenheit. Die Königreiche Sizilien und Neapel wurden von 1442 bis 1458 praktisch von König Alfons V. von Aragonien italienisch Alfonso I di Sicilia e di Napoli teilweise in Realunion (gemeinsame Institutionen) regiert.
Da Alfons V. keine legitimen Kinder hatte, wurde sein Bruder Johann II. Nachfolger als Herrscher über die Länder der Krone von Aragonien. Die Notwendigkeit der legitimen Geburt bestand grundsätzlich nur für die Übernahme ererbter Herrschaftsgebiete des Erblassers. Über selbst eroberte oder hinzugewonnene Gebiete konnten die Könige von Aragonien nach aragonischem Recht frei verfügen. Das Königreich Neapel, den Festlandteil des ehemaligen Königreiches Sizilien, hatte Alfons V. hinzugewonnen. Ihn konnte er im Gegensatz zum Inselteil seinem Sohn Ferdinand vererben. Ferdinand wurde 1440 als ehelich geboren durch Papst Eugen IV. anerkannt. Auch seine Ernennung Herzog von Kalabrien, üblicherweise Titel der Thronfolger des Königreiches Neapel, wurde im Jahr 1443 vom Papst bestätigt.
Ab 1458 wurde Neapel also von der neapolitanischen Nebenlinie des Hauses Barcelona / Aragonien regiert. Verschiedene Angriffe Frankreichs führten in den Jahren 1494 und 1501 zur offiziellen Machtübernahme durch Ludwig XII. von Frankreich. Mit der Einnahme Neapels am 14. Mai 1503 durch die Truppen des Gonzalo Fernández de Córdoba y Aguilar im Auftrag von Ferdinand II. und der Krönung Ferdinands zum König von Neapel im November 1506 wurde das Königreich in Personalunion mit der Krone von Aragonien regiert. Ferdinand war zu diesem Zeitpunkt nicht mehr König von Kastilien.

### Königreich Sardinien
deutsch Königreich Sardinien, spanisch Reino de Cerdeña, katalanisch Regne de Sardenya, aragonesisch Reino de Cerdenya, italienisch Regno di Sardegna, französisch Royaume de Sardaigne
Im Tausch gegen die Rechte auf die Herrschaft über Sizilien belehnte Papst Bonifatius VIII. 1296 im Vertrag von Anagni Jakob II. von Aragonien mit der Herrschaft über das Königreich Sardinien und das Königreich Korsika. Im April 1303 erbat Jakob II. vom Papst ein Reskript, dass die Genuesen auffordern sollte, nicht gegen die Herrschaft der Krone von Aragonien in Sardinien zu opponieren. Auf der Versammlung der katalanischen Cortes im Jahr 1321 in Girona wurde der Kronprinz Alfons, der spätere Alfons IV. mit der Eroberung der Inseln Korsika und Sardinien beauftragt. König Sancho von Mallorca verpflichtete sich als Lehensmann der Könige von Aragonien mit 20 Galeeren an dem Feldzug teilzunehmen. Jakob hielt daraufhin Cortes für Aragonien und Valencia ab, um auch von ihnen die Zustimmung und die notwendigen Mittel zu erlangen.
Mitte des Jahres 1323 lief eine Flotte der Krone von Aragonien, die sich im Hafen von Mahón gesammelt hatte, in Richtung Sardinien aus. Nach Kämpfen im Verlauf des Jahres konnten die Truppen der Krone von Aragonien im Juli 1324 als letzten Ort des Widerstandes die Festung von Cagliari einnehmen. Zwischen Pisa und der Krone von Aragonien wurde ein Abkommen geschlossen, das Händlern aus Pisa auf der Insel Sardinien und den anderen Ländern der Krone von Aragonien die gleichen Rechte einräumte, wie sie die Händler aus den Ländern der Krone von Aragonien in Pisa genossen.
Obwohl verschiedene Aufstände die Herrschaft der Krone von Aragonien in Sardinien immer wieder in Frage stellten, blieb Sardinien vom Abschluss der Eroberung 1324 bis zu den Verträgen von London, die am 2. August 1718 abgeschlossen wurden, Herrschaftsgebiet der Krone von Aragonien bzw. der Krone von Spanien.

Königreich Korsika

### Königreich Korsika
(deutsch Königreich Korsika, spanisch Reino de Córcega , katalanisch Regne de Còrsega, aragonesisch Reino de Corcega, italienisch Regno di Corsica, französisch Royaume de Corse)
Seit Jakob II. führten die Könige der Krone von Aragonien den Titel König von Korsika. Der Titel bedeutet allerdings absolut nichts. Im Vertrag von Anagni der im Juni 1296 abgeschlossen wurde, belehnte Papst Bonifaz VIII. Jakob II. mit der Herrschaft über Korsika. Die Insel war damals fest in der Hand der Pisaner bzw. der Genuesen. Verschiedene Eroberungsversuche der Krone von Aragonien schlugen fehl. Alfons V. schaffte es im Jahr 1420 einige Monate Korsika wirklich zu beherrschen.
Korsika gehörte praktisch nie zum Herrschaftsgebiet der Krone von Aragonien.

Grafschaft Provence

### Grafschaft Provence

Herrschaft Montpellier

deutsch Grafschaft Provence, spanisch Provenza, katalanisch Comtat Provença, aragonesisch Provenza, italienisch  Provenza, französisch  Comté Provence
Die Provence bestand seit Beginn des 10. Jahrhunderts als Grafschaft. Im Jahr 965 wurde das Herrschaftsgebiet in die Markgrafschaft Provence und die Grafschaft Provence aufgeteilt. Die letzte Gräfin aus dem Haus Provence Dulcia von Gévaudan heiratete den Grafen Raimund Berengar III. von Barcelona. Ab Februar 1113 war Raimund Berengar III. Graf der Provence. Ab 1125 führte er den Titel Marqués de Provenza. Mit der Herrschaft über die Provence war die Herrschaft über die Grafschaft Gévaudan, die Vizegrafschaft Carladès und einige kleinere Herrschaftsgebiete verbunden.
Beim Tod des Grafen Raimund Berengar III. im Jahr 1131 erbte dessen zweiter Sohn Berengar Raimund I. die Herrschaft über die Provence, Gévaudan und Carladès. Die Herrschaft wurde in der Seitenlinie des Hauses Barcelona fortgesetzt.
Nach dem Tod von Raimund Berengar III. der Provence im Jahr 1166 übernahm mit König Alfons II. von Aragon wieder die Hauptlinie des Hauses Barcelona die Regierung in der Grafschaft Provence. Nach dem Tod des Königs Alfons II. erbte sein zweiter Sohn Alfons die Grafschaft Provence. Die Herrschaft wurde in der Seitenlinie des Hauses Barcelona vererbt. Durch die Heirat der Erbin Beatrix von der Provence mit Karl I. von Anjou ging die Provence an eine Seitenlinie des Hauses Anjou über.
Die Provence war also nur in den Jahren 1166 bis 1196 unter der Regierung von Alfons II. ein Herrschaftsgebiet der Krone von Aragonien.

### Herrschaft Montpellier
Die Herrschaft über die Montpellier hatte seit dem Jahr 985 die Dynastie der Guillermo. Im Jahr 1204 heiratete die Erbin von Montpellier Maria König Peter II. von Aragonien. Dieser führte in der Folge auch den Titel eines Herren von Montpellier („Señor de Montpellier“). Bei der Erbteilung nach dem Tod von Jakob I. ging die Herrschaft über Montpellier zusammen mit der Herrschaft über das Königreich Mallorca und den Grafschaften Roussillon und Cerdanya an Jakob II. von Mallorca. Im Jahr 1349 verkaufte Jakob III. von Mallorca die Herrschaft Montpellier an König Philipp IV. von Frankreich.
Die Herrschaft Montpellier war von 1204 bis 1276 Bestandteil der Krone von Aragonien.

Herzogtum Athen

Herzogtum Neopatria

### Herzogtümer Athen und Neopatria
deutsch Herzogtum Athen, spanisch  Ducado de Atenas, katalanisch Ducat d’Atenes, aragonesisch Ducato d’Atenas, französisch Duché d’Athènes, griechisch Δουκάτο των Αθηνών
(deutsch Herzogtum Neopatria, spanisch Ducado de Neopatria, katalanisch Ducat de Neopàtria, aragonesisch  Ducato de Neopatria , französisch Duché de Néopatrie, griechisch Δουκάτο Νέων Πατρών)
Als im Jahr 1205, nach der Eroberung Konstantinopels durch das Kreuzfahrerheer, das Byzantinische Reich zerfiel, richtet Otto de la Roche als Herr von Athen einen Kreuzfahrerstaat ein. Die Herrschaftsverhältnisse im Herzogtum Athen wechselten in der Folgezeit häufig. Nach der Schlacht am Kephissos im März 1311 übernahm die Katalanische Kompanie die Macht im Herzogtum. Im Jahr 1312 übergab das Söldnerheer das Herzogtum an Friedrich II. von Sizilien. Der ernannte seinen Sohn Manfred zum Herzog von Athen. Als Vertreter (Vicario General) für den damals 5-jährigen Manfred schickte er Berenguer Estañol de Ampurias nach Athen. Nach dessen Tod übernahm Alfonso Fadrique de Aragón, ein illegitimer Sohn Friedrichs stellvertretend für die Titularherzöge Manfred (1312–1317) und Wilhelm II. (1317–1338) die Regierungsgewalt im Herzogtum Athen. Alfonso konnte den Machtbereich der Sizilianischen Prinzen ausweiten. Im Jahr 1319 wurde aus verschiedenen eroberten Landstrichen das Herzogtum Neopatria geschaffen, das als getrenntes Herrschaftsgebiet der Herzöge von Athen angesehen wurde. Die Stellvertreterfunktion in den griechischen Herzogtümern gingen von Alfonso Fadrique de Aragón nacheinander auf seine Söhne Pedro Fadrique und Jaime Fadrique und von diesem auf den Enkel Luis Fadrique über.
Die Schwester Friedrichs III. von Sizilien, Eleonore von Sizilien heiratete 1349 Peter IV. von Aragonien. Beim Tod Friedrichs III. im Jahr 1377 erhob Peter IV. Ansprüche auf die Herzogtümer. Zuerst übernahm Maria die Tochter Friedrichs III. offiziell die Herrschaft in den Herzogtümern Athen und Neopatrias. Im Mai 1380 boten die Vertreter der Führungsschicht Athens Peter IV. die Herrschaft über Athen an. Im September 1380 bedankte sich Pedro IV. bei dem bisherigen Vertreter Luis Fadrique und überließ ihm verschiedene Burgen die dieser erobert hatte und ordnete an, dass er die Regierung an den neuen Stellvertreter den Vicomte Rocaberti übergeben solle.
Im Jahr 1385 griff Nerio I. Acciaiuoli mit einem Söldnerheer Athen an. Die Kämpfe zogen sich mehrere Jahre hin. 1388 gab Johann I. das Herzogtum Athen auf. 1390 wurde auch das Herzogtum Neopatrias endgültig aufgegeben. Die Titel Herzog von Athen und Neopatria blieben weiter Bestandteil der Titulatur der Krone von Aragonien.
Die Herzogtümer von Athen und Neopatia wurden ab 1312 von der sizilianischen Seitenlinie des Hauses Barcelona regiert. Erst zwischen 1380 und 1385 waren sie Teil der Krone von Aragonien. Weder die Könige von Aragonien noch eine andere Person der Iberischen Halbinsel übte je tatsächliche Macht in diesen Gebieten aus.

Königreich Navarra

### Königreich Navarra

Wappen des Königs Philipp VI. mit Hervorhebung der Krone von Aragonien

deutsch  Königreich Navarra , spanisch Reino de Navarra, baskisch Nafarroako Erresuma, katalanisch  Regne de Navarra, aragonesisch  Reino de Navarra, französisch Royaume de Navarre
Bis zur Mitte des 12. Jahrhunderts war der Begriff König von Pamplona für den Herrscher des später Königreich Navarra genannten Gebietes üblich.
Alfons I. (el Batallador) war König von Navarra und von Aragonien. Bei seinem Tod ging die Herrschaft in Navarra an García IV. die Herrschaft in Aragonien an Ramiro II. über. Die Königreiche wurden in der Folge getrennt regiert.
Im Jahr 1420 heiratete Johann, Herzog von Peñafiel, der spätere König Johann II. von Aragonien, Blanka von Navarra, die Witwe von Martin I. von Sizilien. Als Blanka 1425 ihrem Vater als Königin von Navarra folgte, wurde Johann König von Navarra de Iure uxoris. Obwohl er seine Herrschaft eigentlich mit dem Tod seiner ersten Ehefrau 1441 an den gemeinsamen Sohn Karl von Viana hätte übergeben müssen, weigerte er sich dies zu tun. Auch als er nach dem Tod seines Bruders Alfons V. von Aragonien die Herrschaft in den Reichen der Krone von Aragonien übernahm, blieb er weiterhin auch König von Navarra. So bestand tatsächlich zwischen 1458 und 1479 eine Personalunion zwischen dem Königreich Navarra und der Krone von Aragonien.
Nach dem Tod des Königs Johann II. ging die Herrschaft im Königreich Navarra an Eleonore von Navarra über. Eleonore starb aber bereits drei Wochen später. Ihr Nachfolger wurden in den Jahren 1479–1483 ihr Enkel Franz Phoebus und 1483–1512 ihre Enkelin Katharina von Navarra. Im Jahr 1512 begann Ferdinand II. mit der Eroberung Navarras. Er stützte seine Ansprüche auf die Regierung des Königreiches einerseits auf die Ansprüche seines Vaters Johann II. als auch auf die Ansprüche seiner zweiten Ehefrau Germaine de Foix. Nach der Eroberung des südlich der Pyrenäen gelegenen Teils Navarras im Jahr 1512 führte Ferdinand auch den Titel eines Königs von Navarra. Da die Eroberung Navarras aber in erster Linie durch kastilische Truppen erreicht wurde, gliederte Ferdinand Navarra an die Reiche der Krone von Kastilien an. Im Spanischen Erbfolgekrieg stand Navarra auf der Seite des Königs Philipp V. der bestätigte daher die Sonderrechte Navarras.
Das Königreich Navarra galt nie als ein dauerhafter Bestandteil der Krone von Aragón und wurde, außer der zeitweise illegalen Herrschaft durch Johann II., nicht von den Herrschern der Krone von Aragonien regiert.

### Herrschaftsgebiete der Krone von Aragonien im aktuellen Titel der Könige von Spanien
Nach Artikel 56 Absatz 2 der Spanischen Verfassung von 1978 darf der Staatschef neben dem Titel Rey de España (König von Spanien) die der Krone traditionell zustehenden Titel führen.
Die Könige Spaniens zählen in ihrem „título grande o largo“, ihrem ausführlichen Titel, seit Beginn des 19. Jahrhunderts alle Titel auf, deren Territorien ihre Vorgänger regierten oder auf die sie Anspruch zu haben glaubten. Als Muster gilt der ausführliche Titel des Königs Karl IV. wie er in der im Jahr 1805 veröffentlichten königlichen Gesetzessammlung wiedergegeben ist. In diesem Titel sind auch die Titel der Krone von Aragonien enthalten:
Karl von Gottes Gnaden König von Kastilien, von León, von Aragonien, Beider Sizilien, von Jerusalem, von Navarra, von Granada, von Toledo, von Valencia, von Galicien, von Mallorca, von Menorca, von Sevilla, von Sardinien, von Córdoba, von Korsika, von Murcia, von Jaén, der Algarve, von Algeciras, von Gibraltar, der Kanarischen Inseln, Ost- und Westindien, Inseln und Festland im Atlantischen Ozean; Erzherzog von Österreich; Herzog von Burgund, Brabant und Mailand; Graf von Habsburg, Flandern, Tirol und Barcelona; Herr der Biskaya und Molina.

## Organe der Krone von Aragonien

### Volk
In den Ländern der Krone von Aragonien bestand kein einheitliches Staatsvolk. Die Bevölkerung sah sich als Aragonier, Katalane, Sizilianer usw. Das ergab sich aus der Geschichte der Länder mit unterschiedlichen Traditionen und Rechtssystemen. Besonders die unterschiedlichen Sprachen waren ein trennendes Element; überdies stimmten die Sprachgrenzen nicht immer mit den politischen Grenzen überein. Personen, die aus einem Reich der Krone von Aragonien stammten, wurden in allen anderen Reichen der Krone von Aragonien als Ausländer angesehen. Zu den hergebrachten Rechten der einzelnen Reiche gehörte auch, dass Stellen in der Verwaltung, an Gerichten oder im höheren Klerus ausschließlich mit Personen zu besetzen waren, die aus ebendiesem Reich stammten.
Mudéjares und Juden hatten bis zum Beginn der Neuzeit eine eigene Gerichtsbarkeit und eigene örtliche Verwaltungen. Die Mudéjares, die zeitweise etwa zwei Drittel der Bevölkerung Valencias ausmachten, sprachen Arabisch, eine Sprache, die sie auch als Moriscos meist weiter benutzten. Die Verwendung des Arabischen wurde 1567 verboten.

### König
Die Person des Herrschers und seine Familie waren die einzigen Verbindungen zwischen den einzelnen Staaten und Völkern der Krone von Aragonien. Um diese Verbindung zu stärken, war es üblich, dass Familienmitglieder als Repräsentanten des Königs eingesetzt und Herrschaftsgebiete als Lehen an Nebenlinien des Herrscherhauses vergeben wurden.
Die Stellung des Herrschers, seine Rechte und Pflichten gegenüber den Ständen wie auch die durch den Herrscher ausgeübte Rechtsprechung und Verwaltung unterschieden sich in den Reichen der Krone von Aragonien erheblich.

#### Regeln für die Thronfolge
Vererbung
In Kastilien war die Thronfolge in der Gesetzessammlung Las Siete Partidas festgeschrieben. König Alfons X. von Kastilien ließ diese Sammlung im 13. Jahrhundert anlegen. Eine solche eindeutige Festlegung gab es in den Ländern der Krone von Aragonien nicht. Grundlage waren hier die Testamente der Königinnen und Könige, das Gewohnheitsrecht und Entscheidungen der Cortes. Das Gewohnheitsrecht unterschied Länder, die ererbt waren (heredados), und Länder, die neu dazugewonnen waren (ganados). Länder, die ererbt waren, mussten zusammen auf den Haupterben übergehen. Dazugewonnene Länder konnten durch den Erblasser frei vergeben werden.
Grundsätzlich war der Wille des testierenden Herrschers maßgebend. Die hergebrachten Rechtsvorstellungen in Aragonien, Katalonien und Valencia ließen es allerdings zu, dass die Bestimmungen eines Testaments nicht ausgeführt wurden, wenn sie gegen das Gewohnheitsrecht verstießen.
Volljährigkeit
Zur Übernahme der tatsächlichen Herrschaftsgewalt in den Ländern der Krone von Aragonien wurde grundsätzlich die Volljährigkeit vorausgesetzt. Nicht volljährige Thronfolger führten zwar bereits den Titel eines Königs bzw. Grafen von Barcelona, wurden aber bis zu ihrer Volljährigkeit von einem Regentschaftsrat vertreten. (z. B. Alfons II., Jakob I.)
Legitime Geburt
Voraussetzungen für die Thronfolge in den Ländern der Krone von Aragonien war die Abstammung aus der königlichen Familie. Auch die Legitimität der Abstammung war eine Voraussetzung. Für viele bedeutende Ämter wie z. B. das des Vizekönigs spielte die legitime Geburt hingegen keine Rolle.
Weibliche Thronfolge
In den Herrschaftsgebieten der Krone von Aragonien auf der Iberischen Halbinsel wurden Frauen gegenüber ihren Brüdern und den Söhnen ihrer Brüder zurückgestellt. Sie kamen erst zum Zug, wenn es weder Brüder noch Söhne von Brüdern gab. Frauen waren in diesem Fall zwar erbberechtigt, durften aber nicht selber regieren. Die Regierungsgewalt ging auf den Ehemann über. Wenn die Frau nicht heiratete sollten die Adeligen des Landes eine männliche Person aus der königlichen Familie zum König bestimmen. In Sizilien, Neapel und Sardinien war eine regierende Königin dagegen durchaus möglich.
Der Ausschluss von Frauen von der offiziellen Regierungsübernahme bedeutete allerdings nicht, dass Frauen nicht als Stellvertreterinnen (lugarteniente) auch über längere Zeit alle Funktionen des Herrschers wahrnehmen konnten. Die Regierung erfolgte aber immer im Namen des Königs.

#### Regierungsübernahme
Die Regularien bei der Regierungsübernahme des neuen Herrschers unterschieden sich in den Reichen der Krone von Aragonien und mussten jeweils einzeln, meist innerhalb dieser Reiche vorgenommen werden. Während in Aragonien und Sizilien die Könige gelegentlich gekrönt wurden, begann die Regierungsübernahme in Katalonien (Grafschaft Barcelona) und Valencia nur mit einer Vereidigung.

##### Krönung im Königreich Aragonien
Der erste König von Aragonien von dem eine feierliche Krönung bekannt ist, war Peter II. Die Krönung durch Papst Innozenz III. fand im Jahr 1204, etwa sechs Jahre nach dem Regierungsantritt des Königs, in dem Kloster San Pancrazio prope Transriberim in Rom statt.
Peter III. war der erste König von Aragonien, der in der Kathedrale von Saragossa gekrönt wurde. Der Erzbischof von Tarragona nahm die Zeremonie im November des Jahres 1276 entsprechend dem Pontifikale vor.
Das Verhältnis zwischen dem Königreich Aragonien und dem Heiligen Stuhl war zu Beginn der Regierungszeit des Königs Alfons III. sehr gespannt. Der verstorbene König Peter III. war exkommuniziert worden. Papst Martin IV. hatte die Länder der Krone von Aragonien als päpstliches Lehen auf Karl I. von Valois den jüngeren Sohn des französischen Königs Philipp III. übertragen. Trotzdem wurde Alfons III. am Ostersonntag des Jahres 1286 in der Kathedrale von Saragossa nach dem Pontifikale des Römischen Ritus gekrönt. Der bischöfliche Stuhl von Saragossa war zwischen 1280 und 1289 vacant. Der Erzbischof von Tarragona, der eigentlich die Krönung hätte durchführen sollen, fehlte, da er wegen der Exkommunikation nicht teilnehmen konnte. Die Krönung wurde daher von Jaime Sarroca, dem Bischof von Huesca, einem Onkel des Königs vorgenommen.
Seit der Krönung des Königs Alfons III. ist im Königreich Aragonien der gegenseitige Schwur ein fester Bestandteil des Rituals.
Die Krönung des Sohnes von Jakob II., König Alfons IV. lief 1328 erstmals nicht nach dem Pontifikale ab. Die Tätigkeit der anwesenden Erzbischöfe von Saragossa, Toledo und Tarragona sowie der Bischöfe von Valencia, Lleida und Huesca beschränkte sich auf die Salbung des neuen Königs und auf die Segnung der Königsinsignien. Um klarzustellen, dass er die Krone nicht als Vasall von einem Vertreter des Heiligen Stuhls bekam, krönte Alfons IV. sich selbst. Auch die Könige Peter IV. im Jahr 1336, Martin I. im Jahr 1399 und Ferdinand I. 1412 krönten sich jeweils selbst. Im Jahr 1353 ließ Peter IV. ein „Ceremonial de consagración y coronación de los reyes de Aragón“, (Zeremoniell der Segnung und Krönung der Könige Aragoniens) niederschreiben.
Die Krönung des Königs Ferdinand I. war die letzte kirchliche Feier einer Krönung eines Königs von Aragonien. Die folgenden Könige beschränkten sich darauf ihre Regierungszeit damit zu beginnen, dass sie in der Kathedrale von Saragossa vor dem Justicia de Aragón einen Eid ablegten, in dem sie versprachen, die Fueros zu beachten.

##### Krönung im Königreich Sizilien
Seit der Gründung des Königreiches Sizilien durch Roger II. im Jahr 1130 bestand das Königreich Sizilien aus der Insel Sizilien und, auf der Italienischen Halbinsel, dem Fürstentum Tarent, dem Herzogtum Apulien und der Grafschaft Kalabrien. Auch nach der Eroberung durch Kaiser Heinrich IV. blieb es als selbständiges Königreich bestehen und wurde nicht Teil des Heiligen Römischen Reiches. Es galt als getrennter Besitz des Kaisers.
Traditionell wurden die Könige von Sizilien in Palermo gekrönt.
Die Berater der Könige von Aragonien waren sich nicht einig bei der Beantwortung der Frage, ob ein bereits einmal in einer Zeremonie gesalbter und gekrönter König (z. B. von Sizilien) ein zweites Mal in einer Zeremonie zum König (z. B. von Aragonien) gekrönt werden könne. Daher wurden doppelte Krönungen vermieden. König Martin I. bat Papst Benedikt XIII. um die Lösung des Problems.
Eine Ausnahme bildete die Krönung des Königs Peter III. Er war 1276 durch den Erzbischof von Tarragona in der Kathedrale von Saragossa zum König von Aragonien gekrönt worden. Der Heilige Stuhl betrachtete das Königreich Sizilien als Lehen, das an Karl von Anjou vergeben war. Ihn hatte der Papst 1266 im Lateran zum König von Sizilien gekrönt. Nach einem Aufstand in Sizilien (Sizilianische Vesper), der sich gegen Karl von Anjou richtete, landete Peter am 30. August 1282 auf Sizilien und wurde am 4. September in der Kathedrale von Palermo zum König von Sizilien gekrönt. Mit der Krönung wollte Peter sichtbar zum Ausdruck bringen, dass er sich auch in Sizilien nicht als Vasall des Papstes, sondern als ein durch die Bevölkerung Siziliens akzeptierter, unabhängiger König sah.
Aus Anlass der bevorstehenden Heirat mit der kastilischen Fürstin von Asturien, Isabella übertrug der Vater des Bräutigams Johann II. seinem Sohn Ferdinand das Königreich Sizilien, damit Ferdinand einen höheren Titel führte als Isabella. Der damals 16-jährige Fürst von Girona wurde am 19. Juni 1468 in der Kathedrale von Saragossa zum König von Sizilien gekrönt.
Ferdinand wurde nie zum König von Aragonien oder zum König von Kastilien gekrönt.

##### Vereidigung im Königreich Aragonien
Auch wenn die Monarchen Aragoniens die Krone nach dem Gesetz der Abstammung erhielten, bekamen sie sie (nach Ansicht der Cortes) nicht von ihrem Vorgänger, sondern vom Königreich selbst. Das Königreich war es, das dem König seine Macht nach dem hergebrachten Recht übertrug. Diese Herkunft der Macht wurde durch den königlichen Eid anerkannt. Durch die Zeremonie wurden die vertragsähnlichen Beziehungen (Pactismo) zwischen dem König und dem Königreich sichtbar.
Nach der Tradition leistete der König von Aragonien seinen Eid zu Beginn seiner Regierung in der Kathedrale von Saragossa in Anwesenheit von je einem Abgeordneten der vier Kammern der Cortes und von drei Abgeordneten der Stadt. Während der Eidesleistung kniete der König vor dem Justicia de Aragón. Der König versprach, sich selbst an die überlieferten Rechte und Gebräuche des Landes zu halten und ihre Beachtung im Land zu gewährleisten. Grundlage dieser Rechte war der Privilegio General de Aragón den die Cortes 1283 Peter III. abgerungen hatten. In dem Privilegio General waren, ähnlich wie in der Magna Carta, Freiheitsrechte der Untertanen, besonders aber des Adels, festgelegt. Erst ab der Eidesleistung konnte der König rechtskräftig Amtshandlungen vornehmen. Die fehlende Eidesleistung führte z. B. dazu, dass Johanna von Kastilien zwar Königin von Aragonien war aber weder von ihr selbst noch in ihrem Namen Amtshandlungen vorgenommen werden konnten. Als Philipp IV. kurz nach seinem Amtsantritt einen Vizekönig für Katalonien ernannte, weigerte sich die „Diputación del General del Principado de Cataluña“ diese Ernennung anzuerkennen, da der König vor der Vereidigung keine Amtshandlungen vornehmen dürfe.

##### Vereidigung im Fürstentum Katalonien
Nach der Vereidigung in Saragossa fand die gegenseitige Eidesleistung des Grafen von Barcelona und der Cortes von Katalonien in Barcelona statt. Diese Zeremonie fand üblicherweise in Anwesenheit aller Mitglieder der katalanischen Cortes im Palau Reial Major de Barcelona statt. Anschließend nahmen dann der König und die Cortes an einer Messe in der Kathedrale teil.

##### Vereidigung im Königreich Valencia
In Valencia war Jakob I. der erste König, der vor den Cortes einen Eid abgelegte, indem er versprach die Rechte und Gewohnheiten des Landes zu achten (am 7. April 1261). In Valencia sollte die Vereidigung der Könige innerhalb eines Monats nach deren Amtsantritt des Königs in der Kathedrale von Valencia vor den versammelten Cortes stattfinden. Aus diesem Anlass mussten die Cortes nach Valencia einberufen werden.
Die Herrschaft der Krone von Aragonien über Gebiete, die weit von Saragossa, Barcelona und Valencia entfernt lagen und der Einsatz der Thronfolger als Stellvertreter des Königs in diesen Ländern, führten dazu, dass es ab dem Ende des 14. Jahrhunderts immer häufiger vorkam, dass der Thronfolger eine lange Anreise hatte, um in den Stammreichen der Krone jeweils seinen Eid zu leisten. Diese Verzögerung der Eidesleistung wurde nach 1516 von den Cortes bzw. den Diputaciones Generales häufig stillschweigend akzeptiert und Regierungshandlungen des noch nicht vereidigten Königs als legal anerkannt.

##### Sonderfälle der Vereidigung
Karl I.
Als am 23. Januar 1516 König Ferdinand II. starb, führte das in Kastilien zu geringen Problemen, da Ferdinand seit dem Tod von Isabella I. nicht mehr König von Kastilien war, sondern Regent, der im Namen seiner Tochter Johanna handelte. Es ging in Kastilien 1516 also nicht um eine Thronfolge, sondern um eine Folge in der Regentschaft. Die Cortes von Aragonien, von Katalonien und von Valencia hatten allerdings 1502 Johanna (und Philipp I.) als Thronfolger die Treu geschworen. Johanna lebte noch, war aber wegen ihrer psychischen Erkrankung nicht in der Lage den Eid in den Ländern der Krone von Aragonien abzulegen und den Treueschwur der Untertanen zu empfangen. Außerdem hatte sich Karl, der zu dieser Zeit Herzog von Burgund war, in Brüssel zum König von Kastilien und von Aragonien proklamieren lassen. Das wurde von den Cortes der Herrschaftsgebiete der Krone von Aragonien als der Versuch eines Staatsstreiches angesehen.
Für die Cortes stellte sich die Frage, ob Karl als Regent der im Namen seiner Mutter handelte, oder als König zu vereidigen sei. Bei der Eidesleistung durch Karl am 29. Juli 1518 in Saragossa und am 16. April 1519 in Barcelona wurde als Kompromissformel „Regierung zusammen mit seiner Mutter“ gewählt. Die für 1519 vorgesehene Einberufung der Cortes von Valencia wurde wegen der dort ausgebrochenen Pest verschoben. Karl wurde am 28. Juni 1519 von den deutschen Kurfürsten zum Römisch-deutschen Kaiser gewählt. Er begab sich daher nach Deutschland. Er fand keine Zeit mehr um auch in Valencia die Einhaltung der Furs de València zu versprechen und das Treuegelöbnis seiner Untertanen zu erhalten. Dies wurde erst am 16. Mai 1528 nachgeholt.
Philipp V.
Philipp von Anjou war der Enkel des französischen Königs Ludwig XIV. Er beanspruchte nach dem Tod seines Großonkels Karl II. die Nachfolge auch in den Reichen der Krone von Aragonien. Nachdem Philipp am 8. Mai 1701 in Madrid zum König der Reiche der Krone von Kastilien proklamiert worden war, reiste er nach Aragonien. Am 17. September 1701 schwor er in der Kathedrale von Saragossa vor dem Justicia de Aragón und einer Vertretung der Cortes die Fueros Aragoniens zu beachten. Er versprach außerdem in Kürze die Cortes einzuberufen. Daraufhin reiste er nach Barcelona, wo er am 4. Oktober vereidigt wurde. Diese Zeremonie fand in Anwesenheit aller Mitglieder der katalanischen Cortes im Salón del Tinell des Palacio Real Mayor de Barcelona statt. Am 12. Oktober 1701 eröffnete König Philipp die Beratungen der katalanischen Cortes. Es war die erste Sitzung seit 1632. Eine Vereidigung Philipps in Valencia fand nicht statt. Im Laufe des Spanischen Erbfolgekrieges unterstützten Aragonien und Katalonien später trotz des auf Philipp geleisteten Eides Erzherzog Karl, den Thronanwärter der Habsburger.
Karl III.
Erzherzog Karl war der zweite Sohn des Kaisers Leopold I. Er wurde in Wien von seinem Vater als König Karl III. zum König von Spanien proklamiert. Seine Ansprüche wurden im Spanischen Erbfolgekrieg durch die Länder der Großen Allianz unterstützt. Nach der Kapitulation Barcelonas am 7. Oktober 1705 beherrschten die Unterstützer Karls die Ostküste der Iberischen Halbinsel. Am 10. Oktober 1706 legte Karl III. in der Kathedrale von Valencia einen Eid ab, in dem er versprach, die Sonderrechte Valencias zu achten. Daraufhin gelobten die Vertreter der Cortes dem König die Treue.

### Königin
Einige Königinnen von Aragonien wurden in einer feierlichen Zeremonie, meist wenige Tage nach der Krönung des Königs, gekrönt. Für die Krönung der Königin gab es eine eigene Liturgie. Mehrere Königinnen spielten als Stellvertreterinnen ihres Mannes eine bedeutende Rolle.
Bei dem zweiten Aufenthalt ihres Mannes Alfons V. in Italien von 1432 bis zu seinem Tod 1458 war Maria von Kastilien zu Anfang Stellvertreterin in allen Herrschaftsgebieten der Krone von Aragonien auf der Iberischen Halbinsel. In Katalonien regierte Maria als Stellvertreterin von 1432 bis 1458. Sie berief die Cortes ein und führte dort den Vorsitz, sie schloss Verträge mit fremdem Mächten ab, sie kümmerte sich intensiv um das Rechtswesen.
Bei der Herrschaftsübernahme waren die Könige von Aragonien meist volljährig. Bei dem nicht volljährigen Alfons II. wurde ein Regentschaftsrat bestellt. Peter II. sollte nach dem Testament seines Vaters Alfons II. bis zu seinem 20. Lebensjahr unter der Vormundschaft seiner Mutter der Königin Sancha von Kastilien stehen. Obwohl das Geburtsjahr von Peter II. nicht genau bekannt ist, geht man davon aus, dass die Vormundschaft kaum länger als ein Jahr gedauert hat. Dem Regentschaftsrat der für Jakob I. eingesetzt wurde, gehörte seine Mutter Maria von Montpellier nicht an. Nur Maria Anna von Österreich war 1665 bis 1675 während der Minderjährigkeit ihres Sohnes Karl II. Regentin von Spanien.
Nicht einmal ein Viertel der Königinnen stammte aus Aragonien oder Katalonien. Trotzdem galten sie durch ihre Heirat als Inländerinnen und wurden nahezu ausnahmslos als Stellvertreterinnen des Königs akzeptiert. Sie übten die Stellvertreterfunktion meist für alle Länder der Krone von Aragonien selten nur in einen Teil dieser Länder aus.
Bei der Eröffnung der Cortes durch den König nahm die Königin üblicherweise an der Zeremonie teil. In einigen Fällen leiteten Königinnen die Sitzungen einzelner Kammern der Cortes wenn der König am gleichen Ort mit der Leitung der Sitzung einer anderen Kammer beschäftigt war.

### Thronfolger

#### Kronprinzen
Jakob I. musste im Jahr 1228 damit rechnen, dass Papst Gregor IX. seine Ehe mit Eleonore von Kastilien für nichtig erklären würde. Um klare Verhältnisse für die Thronfolge seines Sohnes Alfons von Aragón zu schaffen, ließ er die Mitglieder der Cortes einen Eid auf den neu geborenen Kronprinzen als seinen Nachfolger schwören.
Es wurde zur festen Gewohnheit, dass die Thronfolger in den einzelnen Gebieten der Krone von Aragonien teilweise bereits vor dem Erreichen der Volljährigkeit durch die jeweiligen Cortes vereidigt wurden und die Cortes den Treueeid auf sie ablegten. Die Eidesleistung von beiden Seiten wurde bei Eintritt der Volljährigkeit erneuert. Eine Handlung, deren Bedeutung zunahm, je mehr die Thronfolger in die Herrschaft einbezogen wurden und selbständig Aufgaben in der Regierung, der Verwaltung und der Rechtsprechung übernahmen. Dabei handelten sie häufig nicht nur als Vertreter des abwesenden Königs, sondern auch bei seiner Anwesenheit.
Zur Finanzierung ihrer Ausgaben wurden den Kronprinzen anfangs die Einkünfte verschiedener Herrschaften zugestanden. Die Schaffung des Herzogtums Girona sicherte den Unterhalt einer eigenen Hofhaltung der Kronprinzen.

#### Infanten
Die Söhne der Könige, die in der Thronfolge nicht von Geburt her an erster Stelle standen bekamen häufig als Vasallen ihres Vaters oder Bruders die Herrschaft über einzelne Grafschaften. Häufig wurden sie zu allgemeinen Stellvertretern des Königs oder zu Stellvertretern in einzelnen Teilreichen berufen.

### Königliche Verwaltung
Eine Gewaltenteilung nach heutigen Maßstäben gab es zur Zeit der Krone von Aragonien noch nicht. Unter Verwaltung fallen daher sowohl Organe der Legislative, der Exekutive und der Judikative. Auf der Ebene der Provinzverwaltungen unterschieden sich in den einzelnen Reichen der Krone nicht nur die Bezeichnungen der Ämter, sondern auch die Aufgabengebiete z. T. erheblich.

Wegen der unterschiedlichen Traditionen und Rechtssysteme der einzelnen Reiche der Krone von Aragonien bestanden keine zentralen Einrichtungen. In jedem der Reiche der Krone von Aragonien gab es jeweils eigene Verwaltungseinrichtungen die entweder vom Herrscher, von den Cortes oder örtlichen Volksvertretungen eingesetzt und kontrolliert wurden. Die Fueros der einzelnen Reiche der Krone von Aragonien sahen vor, dass die Stellen in der Verwaltung und in der Rechtsprechung nur mit Personen besetzt werden durften, die aus diesem Reich kamen. Das wurde damit begründet, dass Ausländer sich kaum mit dem hier gültigen Recht, den hergebrachten Grundsätzen des Rechts und den Gewohnheiten des Landes auskannten. Die Rechtsgrundlagen der Tätigkeit der Inquisition waren in den Reichen der Krone von Aragonien ebenso wie in Kastilien einheitlich und unabhängig von dem örtlichen Recht.

#### Lugarteniente
Lugarteniente general ist eine Bezeichnung die im 14. und 15. Jahrhundert von der Krone von Aragonien verwendet wurde. Da die Länder der Krone von Aragonien voneinander getrennte Verwaltungssysteme hatten, wurden die Lugartenientes Generales (Allgemeinen Stellvertreter), auch wenn es sich dabei um ein und dieselbe Person handelte, für die verschiedenen Länder einzeln ernannt. Die Stellvertreter mussten vor den jeweiligen Cortes einen Eid ablegen, in dem sie sich verpflichteten die Gesetze, Vorrechte und Freiheiten einzuhalten die in den jeweiligen Ländern galten. In Aragonien wurde der Eid in der Kathedrale von Saragossa vor dem Justicia de Aragón in Anwesenheit von wenigstens vier Mitgliedern der Cortes und drei Mitgliedern des Stadtrates abgelegt.
Die Lugartenientes waren häufig Mitglieder der königlichen Familie. Sie übten die Macht an Stelle des Königs aus, konnten die Cortes einberufen, Gesetze erlassen und besaßen die Macht der Rechtsprechung in Zivil- und Strafsachen. Die Lugartenientes nahmen ihre Aufgaben nur in Abwesenheit des Königs wahr.
Die Abwesenheit der Könige von ihren Reichen auf der Iberischen Halbinsel wurde bis zur Regierungszeit von Ferdinand II. allgemein als „vorübergehend“ angesehen. Wenngleich einige Könige wie z. B. Alfons V. den größten Teil ihrer Regierungszeit außerhalb der Stammländer der Krone von Aragonien verbrachten. (Während seiner 42-jährigen Regierungszeit hielt Alfons V. sich 28 Jahre in Italien, meist in Neapel, auf.) 1479 bei dem Übergang der Länder der Krone von Aragonien an Ferdinand II., der bereits seit 1474 als Ferdinand V. zusammen mit seiner Frau Isabella das Königreich Kastilien regierte, war klar, dass der König dauerhaft von Kastilien aus regieren würde. Ferdinand II. bestellte verschiedene Personen, die der königlichen Familie angehörten, zu Vizekönigen. Wenn die Vizekönige nicht Mitglieder der königlichen Familie waren, bestand in Aragonien das Problem, dass die Cortes von Aragonien das Amt des Vizekönigs als ein öffentliches Amt ansahen, das nicht mit Ausländern besetzt werden durfte. Diese Frage führte zu erheblichen politischen Auseinandersetzungen zwischen den Königen Ferdinand II. sowie Philipp II. von Spanien (Philipp I. von Aragonien) mit den Vertretern der Cortes von Aragonien.

#### Vizekönig
Der Begriff des Vizekönigs (katalanisch  Virrei, spanisch Virrey) wurde zunächst nur für die Königreiche Sizilien und Sardinien verwendet. Erst ab dem Ende des 15. Jahrhunderts bezeichnete er auch die Stellvertreter des Königs in Aragonien, Katalonien und Valencia. Die Vizekönige wurden immer nur für ein einzelnes Land der Krone von Aragonien bestimmt. Mit dem Amt des Vizekönigs wurden anfangs auch Mitglieder der Königsfamilie betraut. Die Vizekönige handelten nicht wie die Lugartenientes aufgrund eigener Entscheidungen, sondern nach Weisung des Königs. Die Verbindungsstelle zwischen dem König und den einzelnen Reichen der Krone von Aragonien und auch deren Vizekönigen war der Aragonienrat (spanisch Cosejo de Aragón, katalanisch Consell d’Aragó), bzw. der Consejo de Italia (katalanisch Consell d’Itàlia). Die Vizekönige wurden nicht auf Lebenszeit berufen.
Durch die Verwaltungsreformen Philipps V. wurde mit den Decretos de Nueva Planta im Jahr 1716 das Amt des Vizekönigs durch das des Capitán General und das des Präsidenten des Obersten Gerichtshofes ersetzt.

#### Consejo Real

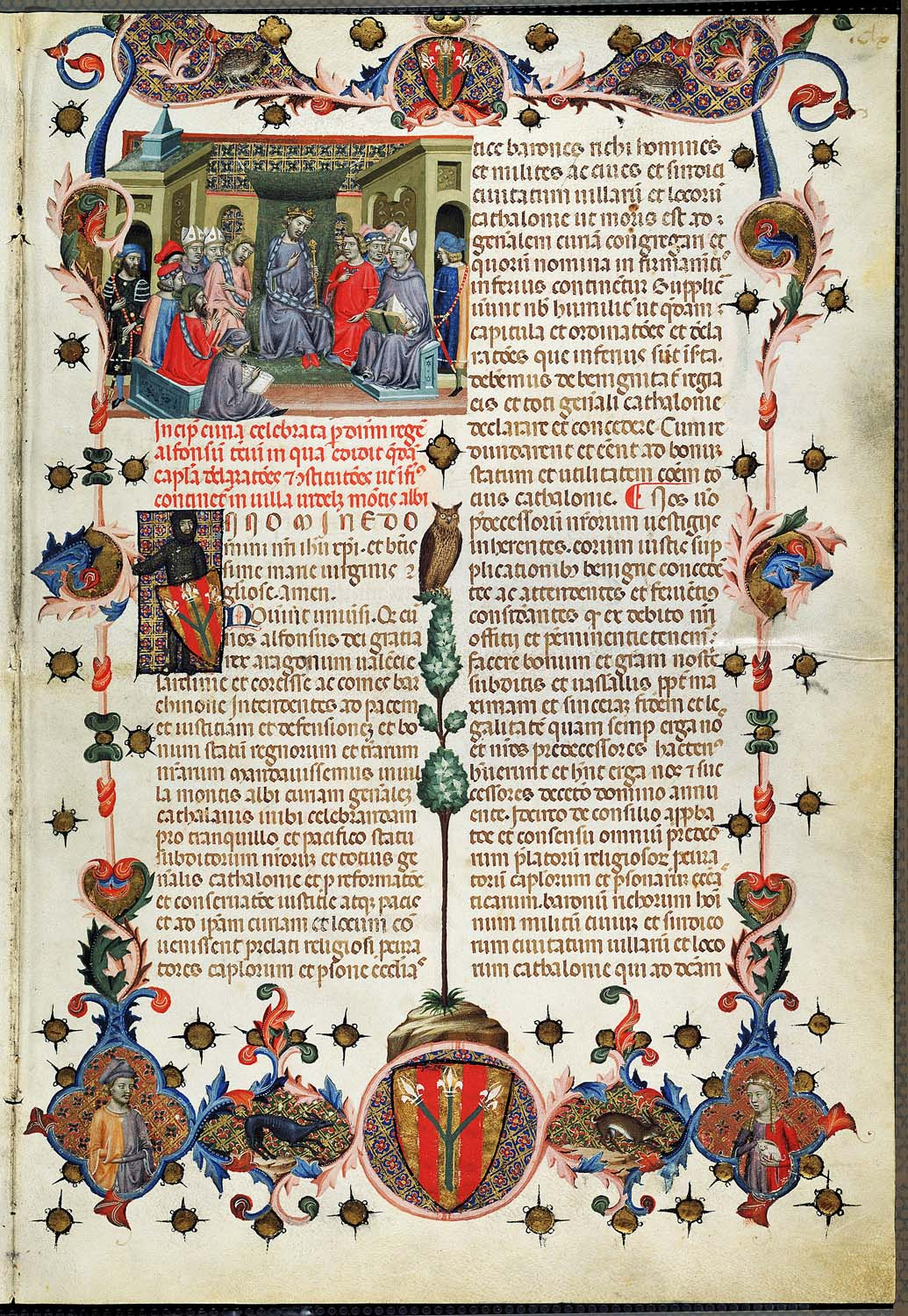
Seite einer Gesetzessammlung (Usajes de Barcelona) aus dem Jahr 1336

Der Consejo Real katalanisch Consell Reial de la Corona d’Aragó war seit dem 13. Jahrhundert ein persönliches Beratungsorgan des Königs, in dem die Inhaber der wichtigsten Hofämter versammelt waren: Der Canciller (vergleichbar dem Kanzler), der Mayordomo (vergleichbar dem Hofmarschall), der Camarero (vergleichbar dem Kammerherrn), der Maestre racional (vergleichbar dem Schatzkanzler) und die obersten Militärbefehlshaber.
Unter Peter IV. wurde der Consejo Real eine ständige Einrichtung, die unter dem Vorsitz des Cancillers regelmäßig zusammenkam. Der Consejo Real hatte keine festen Kompetenzen er beriet den König in Fragen der königlichen Heiratspolitik und der Entsendung von Botschaftern, bei der Bearbeitung der Texte von Erlassen und Gesetzen und der Planung militärischer Einrichtungen. Ein großer Teil der Aufgaben des Consejo Real ging 1494 auf den Consejo de Aragón über.

#### Cancillería
Die Cancillería real aragonesa katalanisch Cancelleria Reial (Königlich aragonische Kanzlei) war im 13. Jahrhundert entstanden. Ihre Aufgabe war es amtliche Schriftstücke für die einzelnen Herrschaftsgebiete der Krone von Aragonien zu erstellen, zu beurkunden und zu archivieren. Der Canciller (Kanzler) war gleichzeitig der Vorsitzende des Consejo Real. Er war Mitglied des Hohen Klerus, meist ein Bischof, dem es häufig schwer fiel seine Diözese zu verlassen, um den König bei seiner ambulanten Hofhaltung zu begleiten. Die tatsächliche Leitung lag daher in der Hand des Vicecanciller (Vizekanzlers). Der Vicecanciller war Laie und ausgebildeter Jurist. Ab dem Jahr 1357 hatte die Cancillería real zeitweise drei Vizekanzler, einen der sich um die Belange des Königreiches Aragonien kümmerte, einen für das Fürstentum Katalonien, die Königreiche Mallorca, Sardinien und Korsika und einen für das Königreich Valencia.
Die Urkunden wurden anfangs in Latein, Aragonisch und Katalanisch ausgestellt. Im Lauf der Zeit wurden immer mehr Schriftstücke nur auf Katalanisch verfasst. Während der Regierungszeit der Könige Peter II. und Alfons III. im 13. Jahrhundert beschäftigte die Cancillería auch arabische und jüdische Schreiber. Eine weitere Aufgabe der Cancillería real aragonesa war es, Kopien der Gesetzessammlungen der einzelnen Länder der Krone von Aragonien herzustellen und nach den Sitzungen der Cortes auf den neuen Stand zu bringen.
Bei der Schaffung des Consejo de Aragón übernahm der Vizekanzler dort den Vorsitz und die führende Stellung in der Rechtsprechung.

#### Consejo Supremo de la Corona de Aragón
Im Verlauf ihrer Regierungszeit gestalteten die Katholischen Könige die von ihren Vorgängern übernommenen Verwaltungen ihrer Ländern um. Für einzelne Themenbereiche ihrer Politik schufen sie zentrale Ratsgremien, die Entscheidungen vorbereiteten und die Kommunikation mit den ausführenden Organen in den einzelnen Ländern und den Königen führten. Im Jahr 1494 schuf Ferdinand den Sacro Consejo Supremo de la Corona de Aragón oder kurz Consejo de Aragón (Aragonienrat). Der Consejo hatte seinen ständigen Sitz in Madrid.
Die Zusammensetzung wechselte verschiedentlich. Grundsätzlich aber war der Vorsitzende, der Vicecanciller (Vizekanzler) ein ausgebildeter Jurist der aus einem der Länder der Krone Aragoniens stammte. Der Protonotario oder Secretario (Sekretär) bereitete die Sitzungen vor und hielt die Beschlüsse fest. Von den sechs Regentes (Räte) stammten jeweils zwei aus Aragonien, Valencia und Katalonien bzw. Mallorca. Weitere Mitglieder des Consejo de Aragón waren der Abogado fiscal (Staatsanwalt) und der Tesorero general (Schatzmeister).
Im Rahmen der Zentralisierung der Staatsverwaltung durch die Decretos de Nueva Planta unter Philipp V. wurde der Consejo Supremo de la Corona de Aragón aufgelöst.

#### Audiencias
Die Audiencias reales (katalanisch Reial audiència ) (Königliche Gerichte) waren die jeweils höchsten Gerichte innerhalb der Länder der Krone von Aragonien. Sie handelten im Namen des Königs. Der Vorsitz stand grundsätzlich dem König bzw. seinem Stellvertreter zu, auch wenn diese ihn selten ausübten. Die Audiencias wurden im Verlauf des 14. Jahrhunderts bei der Cancillería angesiedelt. Ab dem Ende des 15. Jahrhunderts existierten sie unabhängig von anderen Institutionen. Die Audiencias von Aragonien und Katalonien wurden durch Beschlüsse der entsprechenden Cortes im Jahr 1492 eingerichtet. Die Audiencia von Valencia wurde durch eine königliche Verordnung im Jahr 1507 geschaffen.
In Mallorca und Sardinien gab es bis zur Regierungszeit des Königs Philipp II. von Spanien (Philipp I. von Aragonien) keine Audiencias.
Mit der Einrichtung der Audiencias bestand in jedem Reich ein Kollegialgremium aus Juristen, das den Vizekönig bei seiner Tätigkeit unterstützte. Die Audiencias waren nicht nur Gerichte, sondern wurden auch als königliche Ratsgremien des jeweiligen Reiches angesehen, die die Vizekönige nicht nur in rechtlichen, sondern auch in politischen Fragen beraten sollten.
Ab 1564 bestanden die Audiencias reales aus je einer Kammer für Zivilsachen und einer für Strafsachen, an denen jeweils fünf Richter tätig waren.

#### Inquisition
Im Herrschaftsbereich der Krone von Aragonien auf der Iberischen Halbinsel waren zwischen 1249 und 1478 päpstliche Inquisitionstribunale eingerichtet worden. Die Inquisitionstribunale wurden vom Papst für einzelne Diözesen berufen. Diese Inquisition in den Ländern der Krone von Aragonien waren bis 1483 nicht Teil der königlichen Verwaltung.
Tomás de Torquemada war Generalinquisitor von Kastilien und Vorsitzender des Consejo de la Suprema y General Inquisición, der Spanische Inquisition. Mit seiner Ernennung auch zum Generalinquisitor von Aragonien, Kastilien und Valencia und der Übertragung von Zuständigkeiten an den Consejo de la Suprema y General Inquisición wurde das erste Mal in der Geschichte eine Institution geschaffen, deren Tätigkeit sich nicht nur über die verschiedenen Länder der Krone von Aragonien, sondern auch über Kastilien erstreckte. Die Cortes von Aragonien, Katalonien und Valencia fühlten sich durch die Abschaffung der örtlich zuständigen päpstlichen Inquisitionstribunale und die Einführung einer von Kastilien aus gesteuerten durch den König überwachten Inquisition in ihren Rechten beeinträchtigt. Die Cortes hatten bei der Auswahl der Inquisitoren keine Einflussmöglichkeit. Die wichtigsten Funktionsstellen wurden auch mit Ausländern besetzt. Das Argument gegen Ausländer auf Funktionsstellen der Verwaltung und der Gerichte war, dass diese die Fueros und Usatges nicht kennen und diese also nicht zur Grundlage ihres Handelns machen konnten. Die Fueros und Usatges spielte aber bei der Inquisition keine Rolle. Ein weiterer Einwand gegen die Tätigkeit der Inquisition war, dass in den Ländern der Krone von Aragonien die Folter aufgrund des Privilegio General de Aragón bei Gerichtsverfahren nicht zulässig war.

### Die Cortes in den Reichen der Krone von Aragonien
Versammlungen von Mitgliedern des Adels die teilweise vom König einberufen worden waren, die sich aber auch aus eigener Initiative versammelten, hatte es in Aragonien verschiedentlich gegeben. Eine dieser Versammlungen forderte im Jahr 1134 den Bruder des verstorbenen Königs Alfons I., den Benediktinermönch Ramiro auf die Herrschaft in Aragonien zu übernehmen. Diese Aufforderung der Adelsversammlung war die Grundlage für die Vereinigung der ersten Herrschaftsgebiete der Krone von Aragonien in einer Personalunion.
Welche Versammlungen des Mittelalters wirklich als Cortes bezeichnet werden können, ist umstritten. O’Callghan geht davon aus, dass eine Versammlung dann als Cortes bezeichnet wurde, wenn vom Herrscher eingeladene Vertreter des Klerus, des Adels und des städtischen Bürgertums eines ganzen Landes daran teilnahmen.
Es bestand nie eine Institution Cortes der Krone von Aragonien. In den Reichen der Krone von Aragonien gab es im Königreich Aragonien, im Fürstentum Katalonien und im Königreich Valencia getrennte Cortes. Sie wurden üblicherweise als Cortes Particulares in Städte innerhalb des jeweiligen Herrschaftsgebietes einberufen. Aber auch wenn die Cortes von Aragonien, Katalonien und Valencia als Cortes Generales (Vereinigte Cortes der Krone von Aragonien) einberufen wurden, fanden, abgesehen von der Eröffnungs- und der Schlussversammlung, die Arbeitssitzungen nicht gemeinsam, sondern nur gleichzeitig am gleichen Ort oder der näheren Umgebung eines Ortes statt. Das bedeutete, da auch die einzelnen Kammern (brassos) der Cortes getrennt tagten, dass die Cortes an zehn Tagungsstätten gleichzeitig Arbeitssitzungen abhielten. Bei der Einberufung von Cortes Generales an einen Ort fanden die Sitzungen für zwei der drei Cortes im Ausland statt. Als neutraler Ort, der von allen Beteiligten für die Abhaltung der Cortes Generales akzeptiert wurde, galt Monzón in Aragonien, nicht weit von der Grenze zu Katalonien entfernt.

#### Cortes des Königreiches Aragonien
(aragonesisch Cortz d’Aragón)
Die Versammlung die Alfons II. im Jahr 1164 nach Saragossa einberief, gilt als die erste Sitzung von Cortes in Aragonien.
Im Gegensatz zu allen anderen Cortes auf der Iberischen Halbinsel gab es in den Cortes von Aragonien vier Standesvertretungen (brazos=Arme genannt). Es war dies die Kammer des Klerus, die Kammer des Hochadels, die Kammer des niederen Adels und die Kammer der Städtevertretung.
Den Vorsitz führte der König oder sein Stellvertreter. Darüber hinaus waren bei den Sitzungen der Justicia de Aragón anwesend sowie Mitglieder der königlichen Verwaltung. Ausländer waren Mitglieder, wenn sie eine entsprechende Herrschaft in Aragonien besaßen. Obwohl gelegentlich Königinnen als Vertreterinnen des Königs den Vorsitz bei den Cortes führten, konnten Frauen, auch wenn sie Herrinnen einer entsprechenden Herrschaft waren, nicht als Mitglieder teilnehmen. Ab 1387 konnten sie ihre Interessen durch Vertreter wahrnehmen lassen.
Die Bedeutung der Cortes hing sehr stark von der Situation ab, in der sich der König befand. War die Stellung des Königs durch Kriege, militärischen Auseinandersetzungen mit dem Adel oder durch Abwesenheit geschwächt, nutzten die Cortes die Situation, um ihre Mitspracherechte, aber auch ganz allgemein die Rechte der Bevölkerung gegenüber dem Herrscher festzuschreiben oder zu erweitern.
Ende des 12. Jahrhunderts entstand das Amt des Justicia de Aragón. Ein Amt, dessen Inhaber anfangs auf Grund seines persönlichen Prestiges in der Lage war Streitigkeiten zwischen einzelnen Mitgliedern oder verschiedenen Gruppen des Adels zu schlichten. Es entwickelte sich der Brauch, dass der Justicia de Aragón von den Cortes gewählt und vom König ernannt wurde. Bei der Amtseinführung der Könige stand der Justicia für das Königreich, dem gegenüber sich der König durch seinen Eid zur Einhaltung der Rechte verpflichtete. Der darauf folgende Treueeid gegenüber dem König enthielt die Einschränkung, dass er nur gelte, wenn sich der König an seinen Eid hält. Das Amt des durch die Cortes gewählten Justicia gab es nur in Aragonien.
Im Jahr 1238 gestand König Peter III. den Cortes und dem Adel durch den Privilegio General de Aragón eine Vielzahl von Freiheits- und Mitwirkungsrechten zu. Als Peter IV. 1364 Geld für die Finanzierung eines Krieges gegen Kastilien benötigte, stimmte er zu, dass die Verwaltung einer für Aragonien neu geschaffenen Ex- und Importsteuer des Impuesto de las Generalidades von einer Kommission der Cortes, der Diputación del General del Reino de Aragón kontrolliert werden sollte. Diese Kommission entwickelte sich mit der Zeit zu einer wirkungsvollen Institution, die die Interessen der Cortes außerhalb der Sitzungszeit wahrnahm.
Die Cortes von Aragonien, die Diputación del General de Aragón und das Amt des Justicia de Aragón wurden durch die Decretos de Nueva Planta von Philipp V. abgeschafft. In den Cortes de los Reinos de España im 18. Jahrhundert waren sechs Städte Aragoniens vertreten.

#### Cortes des Fürstentums Katalonien
(katalanisch Corts Catalanes)
Die Corts Catalanes sind seit dem frühen 13. Jahrhundert nachweisbar. Ihre Bedeutung ging im Lauf der Geschichte weit über die eines Parlamentes hinaus, das aufgrund seiner Steuerhoheit dem Herrscher Mittel verweigerte oder genehmigte. Die Besonderheit des Verhältnisses zwischen den Herrschern der Krone von Aragonien und den verschiedenen Cortes liegt darin, dass die Herrschaft der Könige von Aragonien und Valencia und der Grafen von Barcelona keine absolute Monarchie war, sondern die Cortes weitreichende Mitbestimmungsrechte beanspruchten. In Aragonien und Katalonien teilten sich die Cortes die gesetzgebende Gewalt mit dem Herrscher und bildeten so ein Gegengewicht zu der Macht des Königs. Man spricht hier von „Pactismo“ einem Paktwesen in der aragonisch-katalanischen Herrschaftsform. Unter „Pactismo“ versteht man das ausgehandelte Einvernehmen des Herrschers mit den in den Cortes vertretenen gesellschaftliche Schichten des Adels, des Klerus und des Stadtpatriziats.
Die Einnahmen des Herrschers aus eigenen Domänen in Katalonien waren gering. 1392 waren nur 13 Prozent des Grundbesitzes und 22 Prozent der Bevölkerung direkt unter der Regierung des Grafen von Barcelona. Der Rest unterstand der Herrschaft und Gerichtsgewalt von lehenspflichtigen Adeligen. Um Kriegszüge oder den Bau von Verteidigungsanlagen zu finanzieren, mussten sich die katalanischen Herrscher von den Cortes zusätzliche Mittel gewähren lassen.
Der 1461 von Johann II. akzeptierte Beschluss von Villafranca schränkte die Macht des Monarchen dadurch stark ein, dass die königliche Verwaltung einer stärkeren Kontrolle durch die Diputació del General unterworfen wurde.
Durch eines der Decretos de Nueva Planta schuf Philipp V. die Corts de Catalunya als Institution ab. Einige Städte Kataloniens waren später in den Cortes von Kastilien vertreten.

#### Cortes des Königreiches Valencia
(valencianisch Corts Valencianes)
Während vor der Eroberung Valencias im Rahmen der Reconquista neu erworbenen Gebiete zwar als eigenständige Herrschaftsgebiete im Titel geführt wurden, wurde ihre allgemeine Verwaltung längerfristig an die des Königreiches Aragonien bzw. die der Grafschaft Barcelona (Katalonien) entsprechend der Herkunft der Neusiedler angegliedert. Das galt auch für die Teilnahme an den Cortes. Das war nach der Eroberung Valencias anders. Jakob gründete ein eigenes, unabhängiges Königreich Valencia. Mit eigener Verwaltung und eigenen Cortes.
Ein Recht, das Jakob I. bereits im Jahr 1261 den Cortes von Valencia zugestand, war die Pflicht seiner Nachfolger, im ersten Monat ihrer Regierungszeit nach Valencia zu kommen, um zu schwören, dass sie die Gesetze und Rechte des Königreiches achten werden.
Zur Überwachung der Einnahmen aus der Ex- und Importsteuer Impuesto de las Generalidades wurde auch im Königreich Valencia eine Diputación del General del Reino de Valencia gegründet. Ihre politische Bedeutung blieb allerdings weit hinter der des Fürstentums Katalonien zurück.
Im Königreich Valencia verschwanden die Cortes nach 1645, ohne dass sie offiziell abgeschafft wurden dadurch, dass sie nicht mehr vom König einberufen wurden.

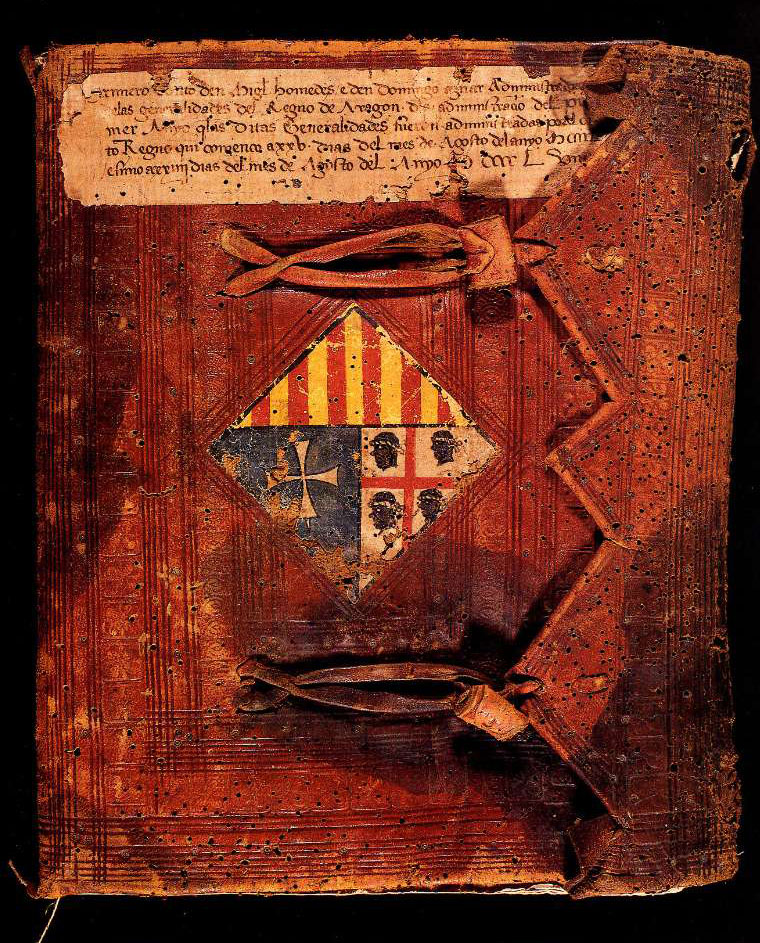
Kontobuch der Diputación General del Reino de Aragón

### Diputaciones Generales
Ende des 13. bis Mitte des 14. Jahrhunderts wurden von den Cortes in Aragonien, Katalonien und Valencia jeweils Diputaciones Generales eingerichtet, Institutionen deren Aufgabe es sein sollte den Einzug und die Verwendung einer Ex- und Importsteuer des Impuesto de las Generalidades zu regeln. Diese Steuer musste von allen Ständen gezahlt werden. Die Diputaciones, meist Generalidad genannt, entwickelten sich in den einzelnen Herrschaftsgebieten unterschiedlich zu eigenständigen, den Cortes rechenschaftspflichtigen Behörden. Da die Generalidades nicht nur in den Gebieten tätig wurden, die direkt dem König unterstanden, sondern auch in den Herrschaftsgebieten der Adeligen, gingen ihre Kompetenzen über die der königlichen Finanzverwaltung hinaus.
Die Zahl der Mitglieder der Generalidades war in den einzelnen Reichen der Krone von Aragonien unterschiedlich. Da im Lauf der Zeit auch die Aufgaben der Generalidades zunahmen, vergrößerte sich auch die Zahl ihrer Mitglieder und die der Verwaltungskräfte. Die Mitglieder gehörten allen drei (in Aragonien allen vier) Häusern der Cortes an. Den Vorsitz führte ein Mitglied der Kurie. Spätestens ab dem 15. Jahrhundert waren die Generalidades auch zwischen den Sitzungsperioden der Cortes tätig. So entstand eine ständige Vertretung der Cortes, die sich nicht nur um die Steuer kümmerte, sondern auch die Ausführung der Cortesbeschlüsse kontrollierte. Die Bedeutung der Generalidades lag später darin, dass sie während der Zeiten des Interregnums tätig wurden, also in Zeiten, in denen keine Cortes zusammengerufen wurden.

#### Aragonien
Diputación del General del Reino de Aragón (kurz: Generalidad von Aragonien) (aragonesisch Deputación Cheneral d’Aragón)
Die eigentlich für die Steuerverwaltung gegründete Institution übernahm in Aragonien bald auch die Verantwortung für damit eng zusammenhängenden Angelegenheiten wie Wirtschaftsförderung, Gesundheitspolitik, die Wahrung des Stadtfriedens und die Verteidigung des Königreiches.
Am Anfang wurden von der Versammlung der Cortes vier, später acht Diputados gewählt die den unterschiedlichen Ständen angehörten. Ab 1423 bestand die Diputación aus sechzehn Mitglieder. 1436 wurde in Saragossa ein Gebäude für die mittlerweile bestehende Verwaltung und das Archiv errichtet.

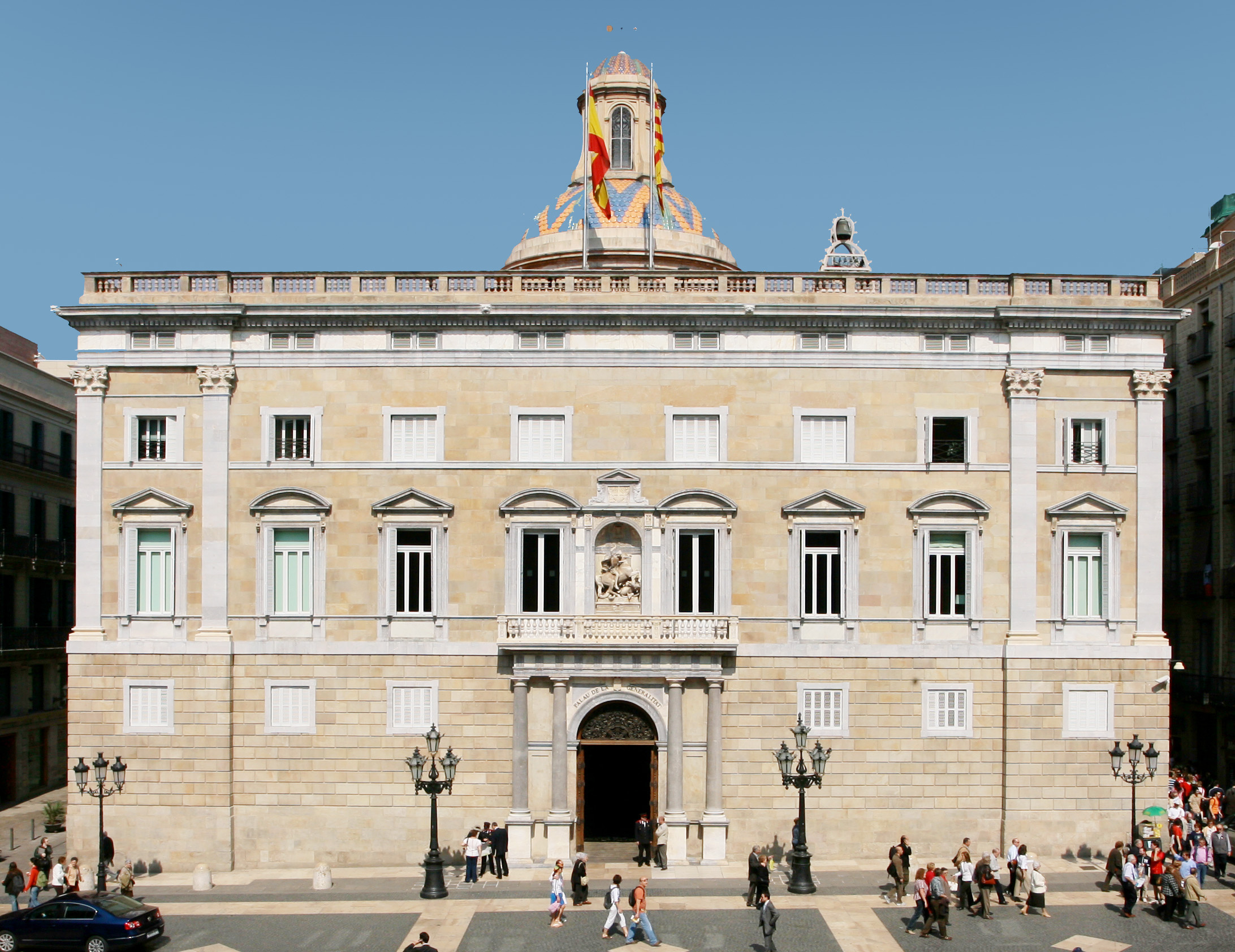
Gebäude der „Generalitat de Catalunya“

#### Katalonien
Diputación del General del Principado de Cataluña, katalanisch Diputació del General del Principat de Catalunya, abgekürzt zu Generalidad oder Generalitat von Katalonien.
Die Generalidad entwickelte sich besonders in Katalonien zu einer der ersten parlamentarisch verantwortlichen Regierungen der Welt, deren zwölf Delegierte und zwölf Rechnungsprüfer zuerst die Einziehung und Verwaltung der von den Cortes bewilligten Steuern oblag, später brachte sie dann die gesamte Politik Kataloniens unter ihre Kontrolle. Ab 1400 residierte die Generalidad in einem eigenen Gebäude. Die Grundlage der Regierungsgewalt war eine Übereinkunft (pactum unionis) zwischen dem König und den gleichgestellten Ständen des Reichs.
Ferdinand II. versuchte die Bedeutung der Generalidad dadurch zu verringern, dass er 1481 mit Zustimmung der Cortes, in der Constitució de l’Observança die Wahl der Mitglieder abschaffte. Sie wurden nun durch Losentscheid ermittelt.
Im Verlauf des 17. Jahrhunderts wurden die Cortes immer seltener einberufen. Daher übernahm die Generalidad eine führende Rolle in der Abwehr der Machtansprüche des Königs und der Inquisition. Die Generalidad kümmerte sich um den Polizeiapparat und die Gerichtsbarkeit und verhandelte zur Beilegung von Streitfällen mit dem Königshof durch Botschafter.
In einem gegen den in Kastilien residierenden König gerichteten Aufstand spielte die Generalidad im 17. Jahrhundert eine entscheidende Rolle. Aus einem Bauernaufstand entwickelte sich ein Krieg der heute wegen seiner sozialen Ursprunge auch als Guerra dels Segadors (Schnitterkrieg) bekannt ist.
Der eigentliche Anlass des antikastilischen Aufstandes, war die Aufforderung des Königs an die Einwohner Kataloniens, für einen gegen Frankreich geführten Krieg Truppen zur Verfügung zu stellen. Als die Generalidad es sogar ablehnte, die aus Frankreich zurückkehrenden kastilischen Truppen zu verpflegen und unterzubringen, ließ der Vizekönig den Besitz der Generalidad beschlagnahmen. Am 7. Juni 1640, dem Fronleichnamstag, kam eine große Anzahl von Landarbeitern nach Barcelona. Sie machte dort nicht nur ihrem Unmut über ihre adeligen Grundherren Luft, sondern riefen zu einem allgemeinen Aufstand auf. Im Verlauf dieser Unruhen wurde der Vizekönig ermordet. Die Generalidad nutzte den Aufstand, um die Unabhängigkeit vom spanischen König, Philipp IV., zu erklären und Katalonien dem französischen König, Ludwig XIII., zu unterstellen.
Bald ergab sich aber, dass der französische König die katalanischen Freiheiten noch weniger achten wollte als Philipp IV. 1651 kapitulierten die Katalanen vor dem spanischen König. Der Status der Cortes und der Generalidad sowie die besonderen Rechte Kataloniens wurden nominell, wenn auch mit Einschränkungen, wieder hergestellt. Allerdings wurde die Tätigkeit der katalanischen Institutionen dadurch unterlaufen, dass der König die Cortes nicht einberief. 1659 wurden im Pyrenäenfrieden das Roussillon und Teile der Grafschaft Cerdanya an Frankreich abgetreten.
Mitte Januar 1716 verlor Katalonien durch eines der Decretos de Nueva Planta alle Sonderrechte, die einzuhalten die früheren Herrscher durch einen Eid vor den Cortes gelobt hatten. Die Cortes, die Generalidad sowie die Ratsversammlung der Stadt Barcelona wurden abgeschafft.

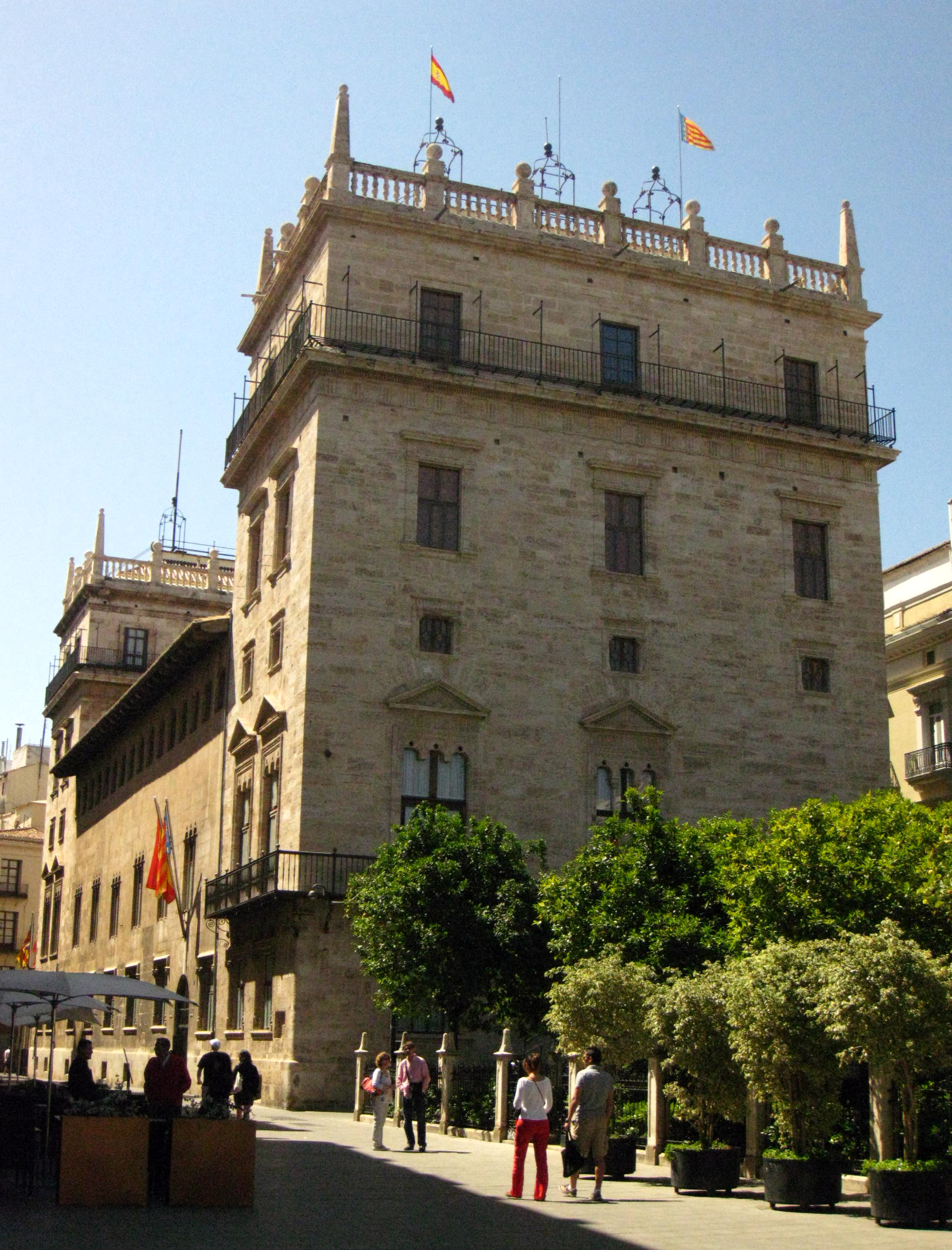
Gebäude der „Generalitat Valenciana“

#### Valencia
Diputación del General del Reino de Valencia (kurz Generalidad von Valencia) (valencianisch Diputació del General del Regne de València)
In Valencia wurde die Generalidad 1363, eingerichtet. Sie war aber bis zum Jahr 1414 keine ständige Einrichtung. Während der Dauer der ersten von König Martin einberufenen Cortes, die von 1401 bis 1407 dauerten, wurde eine aus 32 Personen bestehende Kommission eingesetzt (comisión de los treinta y dos), die in der Zeit zwischen den Zusammenkünften der Cortes verschiedene Aufgaben erledigen sollte. Diese Kommission bestand aus je acht Mitgliedern der drei Stände und weiteren acht vom König benannten Mitgliedern. Sie war während der Cortes, die sich mit Unterbrechungen über sechs Jahre hinzogen mit Aufgaben befasst, die in anderen Ländern der Krone von Aragonien von den Generalidades erledigt wurden.
Im Jahr 1414 wurde die Generalidad auch in Valencia als ständige Institution beschlossen, die sich allerdings viel mehr als in anderen Ländern der Krone Aragoniens auf ihre Aufgabe, Überwachung des Einzugs und der Verwendung des Impuesto de la Generalidad konzentrierte.
Im Jahr 1421 wurde mit dem Bau eines Gebäudes begonnen, das der Sitz der Generalidad wurde.